# Markgrafschaft Baden-Baden

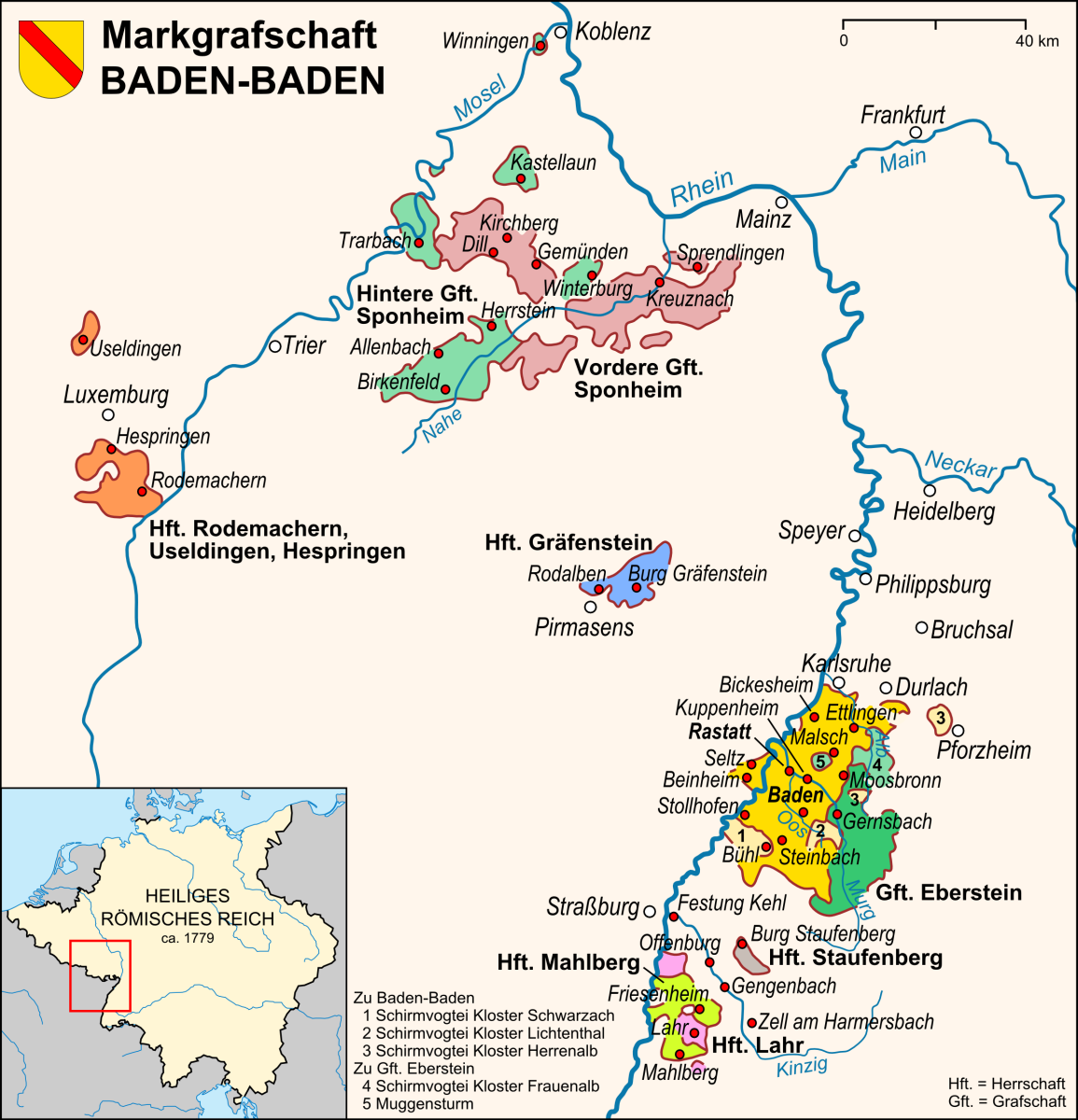
Karte der Markgrafschaft Baden-Baden

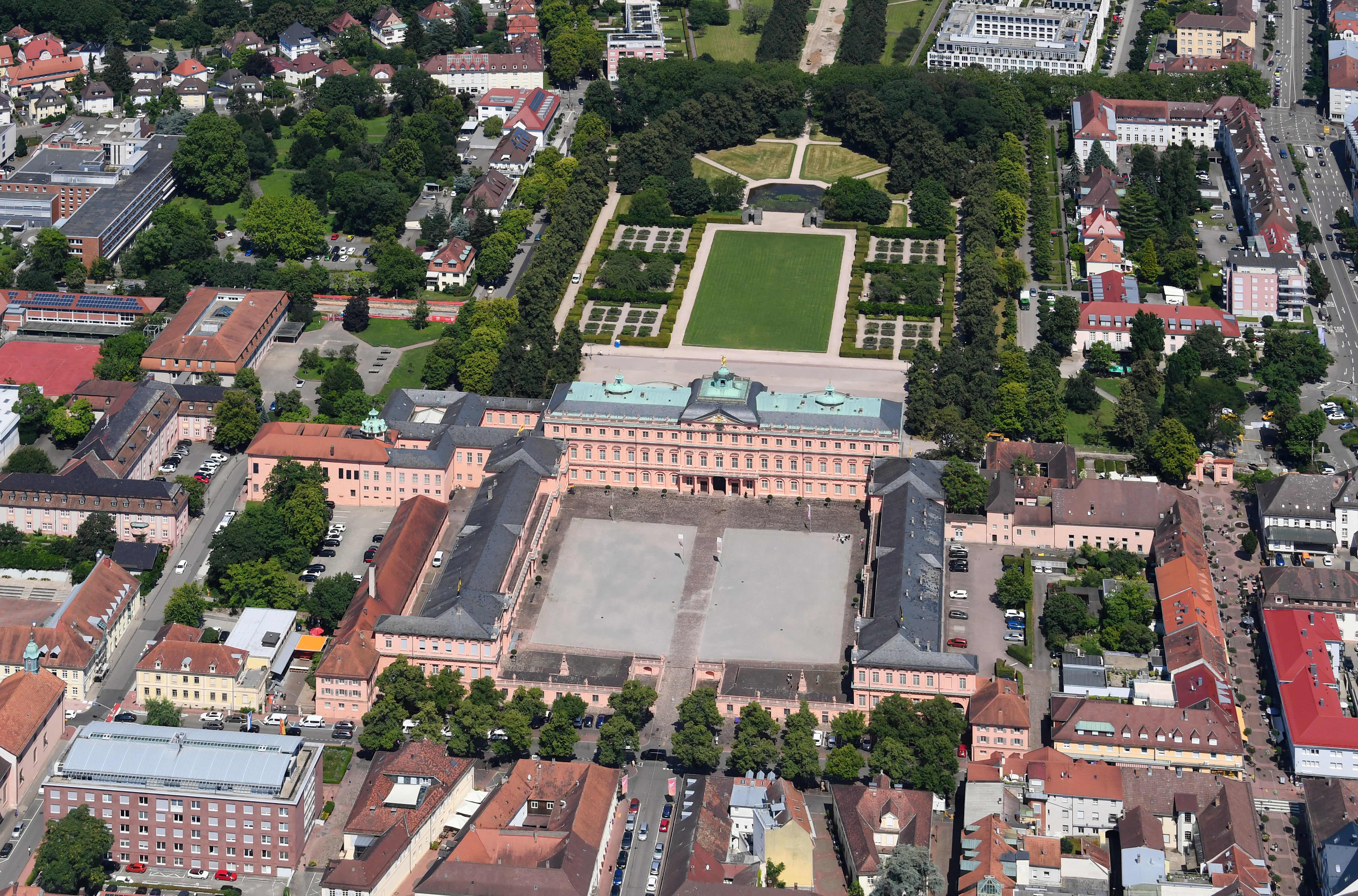
Rastatt, die Residenz der Markgrafschaft im 18. Jahrhundert

Die Markgrafschaft Baden-Baden war ein frühneuzeitliches südwestdeutsches Territorium innerhalb des Heiligen Römischen Reiches Deutscher Nation. Sie entstand 1535 zusammen mit der Markgrafschaft Baden-Durlach durch Erbteilung aus der Markgrafschaft Baden. Neben dem Kerngebiet am mittleren Oberrhein um die Residenzstadt Baden gehörten ihr auch Herrschaften an Mosel und Nahe an.
Während sich in Baden-Durlach der Protestantismus durchsetzte, war Baden-Baden ab dem Dreißigjährigen Krieg katholisch. Nach der Totalzerstörung des Landes im Pfälzischen Erbfolgekrieg verlegte Ludwig Wilhelm, der „Türkenlouis“, die Residenz nach Rastatt und baute mit dem Rastatter Schloss die erste Barockresidenz am Oberrhein. Unter der Regentschaft seiner Witwe Sibylla Augusta entstanden weitere barocke Baudenkmäler. Nach dem Tod ihres Sohnes August Georg fiel Baden-Baden 1771 durch Erbvertrag an Baden-Durlach.

## Territorium

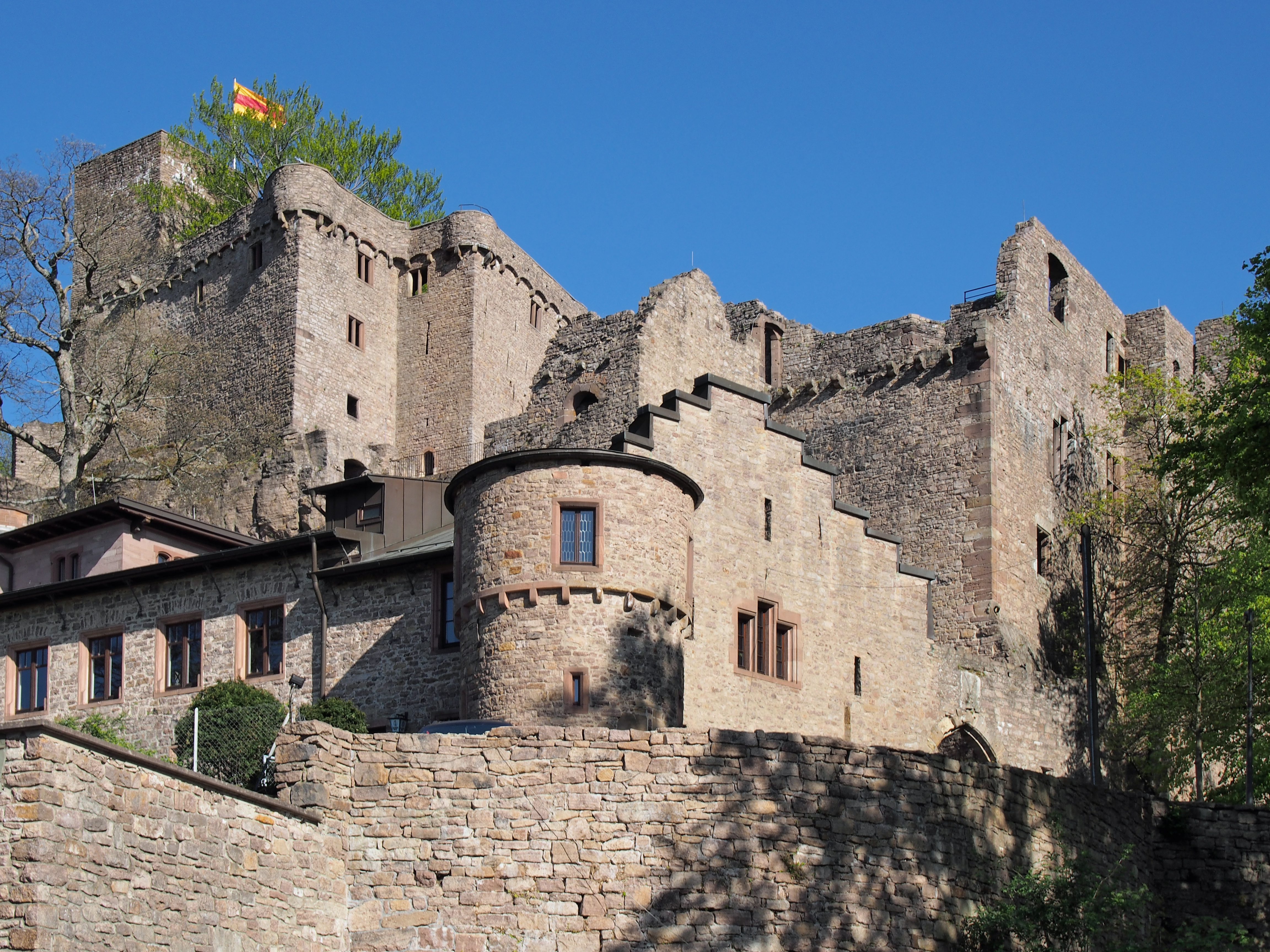
Ruine Hohenbaden oberhalb von Baden-Baden, das „alte Schloss“, Stammsitz des Hauses Baden

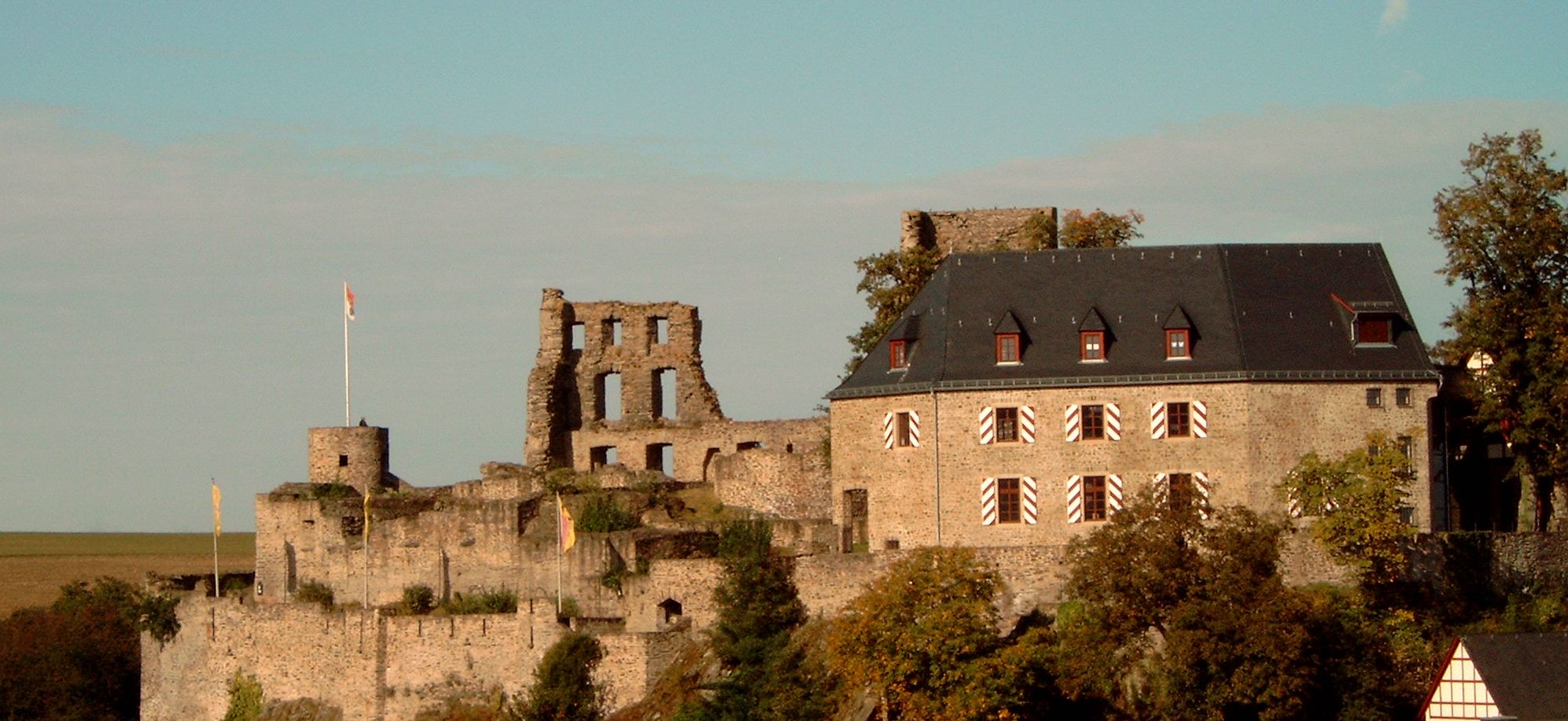
Burg Kastellaun in der hinteren Grafschaft Sponheim, Residenz und Sterbeort von Eduard Fortunat

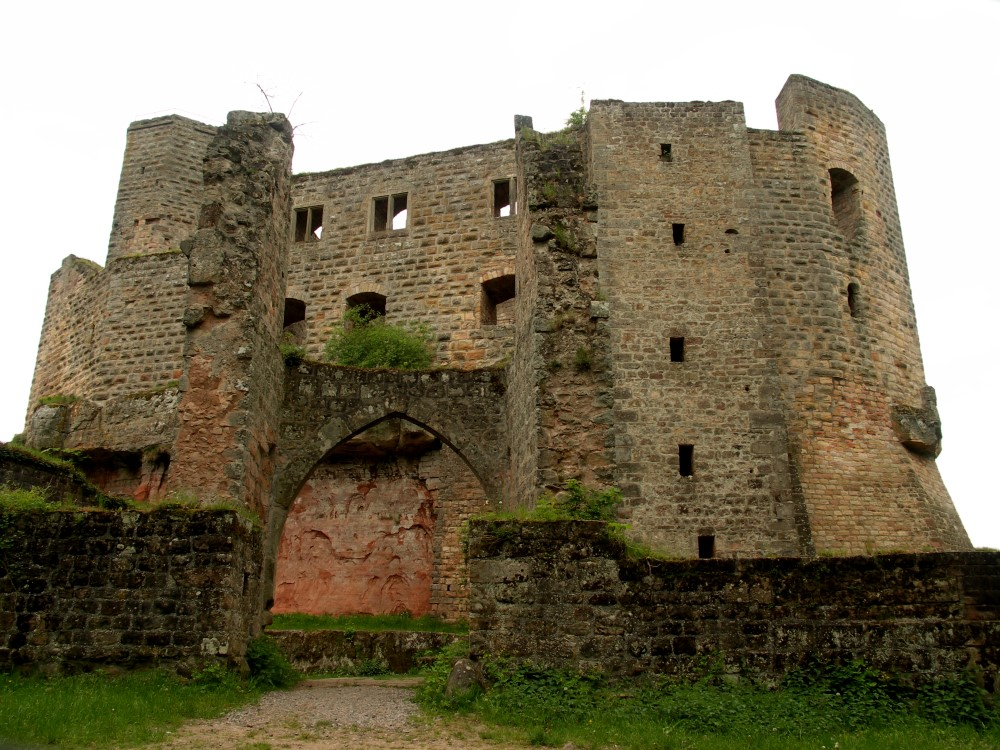
Burg Gräfenstein bei Rodalben, Zentrum der Herrschaft Gräfenstein

Die Markgrafschaft Baden-Baden bestand aus einem rechtsrheinischen Kerngebiet am mittleren Oberrhein um die Städte Baden und Rastatt sowie aus weiteren Ländereien am Oberrhein und links des Rheins. Sie gehörte daher sowohl dem Schwäbischen als auch dem Oberrheinischen Reichskreis an.

### Kerngebiet um Rastatt und Baden-Baden
Das Kerngebiet reichte von Ettlingen bis Steinbach. Im Norden wurde es von der Markgrafschaft Baden-Durlach, im Westen vom Rhein, im Osten vom Herzogtum Württemberg und im Süden vom Hanauer Land begrenzt. Weitere einflussreiche Nachbarn waren die Kurpfalz, das Hochstift Speyer und die Freie Reichsstadt Straßburg.
Residenz und Hauptort war bis 1705 Baden und danach Rastatt. Amtsstädte, von denen aus jeweils mehrere Dörfer verwaltet wurden, waren Ettlingen, Kuppenheim, Steinbach und Stollhofen. Auch die elsässischen Orte Seltz und Beinheim gehörten zu Baden-Baden. Malsch war zunächst württembergisch und wurde erst 1603 badisch. Illingen gehörte als Exklave zum Hochstift Speyer, war aber ganz von baden-badischem Gebiet umschlossen.
Faktisch zu Baden-Baden gehörte bis 1660 auch die formal selbstständige Grafschaft Eberstein, die das mittlere Murgtal umfasste und deren Hauptort Gernsbach war. Nach dem Aussterben der Ebersteiner 1660 teilte sich Baden-Baden die Herrschaft mit dem Hochstift Speyer.
1688 wurde das Kerngebiet nach Süden um Bühl erweitert, das im Laufe des 18. Jahrhunderts anstelle von Steinbach Amtsstadt wurde. In dieser Zeit ging auch das Amt Kuppenheim auf Rastatt über.

### Weitere oberrheinische Herrschaften
Baden-Baden teilte sich die Herrschaft über Lahr-Mahlberg bis 1629 mit Nassau-Saarbrücken. Danach kam Lahr ganz zu Nassau-Saarbrücken, während Mahlberg mit Kippenheim und Friesenheim in den alleinigen Besitz Baden-Badens überging. 1693 erwarb Markgraf Ludwig Wilhelm die Burg Staufenberg bei Durbach. Nachdem die Franzosen die Festung Kehl geräumt hatten, sprach Kaiser Leopold diese 1698 den Markgrafen von Baden-Baden zu. 1701 erhielt Baden-Baden außerdem die Rechte an der Landvogtei Offenburg zu Lehen.

### Grafschaft Sponheim
An Mosel und Nahe sowie im Hunsrück teilte sich Baden-Baden die Landesherrschaft über die vordere und die hintere Grafschaft Sponheim mit der Kurpfalz und kurpfälzischen Nebenlinien. Die hintere Grafschaft umfasste Teile der heutigen Landkreise Bernkastel-Wittlich und Birkenfeld mit den Amtsstädten Birkenfeld, Allenbach, Dill, Herrstein, Winterburg, Kastellaun und Trarbach. Die vordere Grafschaft lag im Hunsrück und an der Nahe und reichte bis ins spätere Rheinhessen. Die wichtigsten Städte waren Kirchberg, Gemünden, Kreuznach und Sprendlingen.

### Weitere linksrheinische Herrschaften
Im heutigen französisch-luxemburgischen Grenzgebiet herrschten die Markgrafen von Baden über Rodemachern, Useldingen und Hespringen.
Im Pfälzerwald besaßen sie die Herrschaft Gräfenstein, die sie sich bis 1557 mit den Leiningern teilten. Nachdem Burg Gräfenstein 1635 zerstört wurde, verlegten die Markgrafen die Verwaltung nach Rodalben.

## Geschichte
Die durch Landesteilung 1535 entstandene Markgrafschaft Baden-Baden war im 16. Jahrhundert stark vom Haus Bayern beeinflusst. Zwischen 1594 und 1622 stand sie unter Zwangsverwaltung des Markgrafen von Baden-Durlach. Vom Dreißigjährigen Krieg und vom Pfälzischen Erbfolgekrieg wurde sie stark in Mitleidenschaft gezogen. Die wohlhabenden Landesfürsten Ludwig Wilhelm und Sibylla Augusta pflegten während der Zeit des Barock eine aufwändige Hofhaltung und errichteten zahlreiche repräsentative Profan- und Sakralbauten. Nach dem Tod von August Georg ging die Markgrafschaft 1771 in den Besitz von Karl-Friedrich von Baden-Durlach über.

### Entstehung

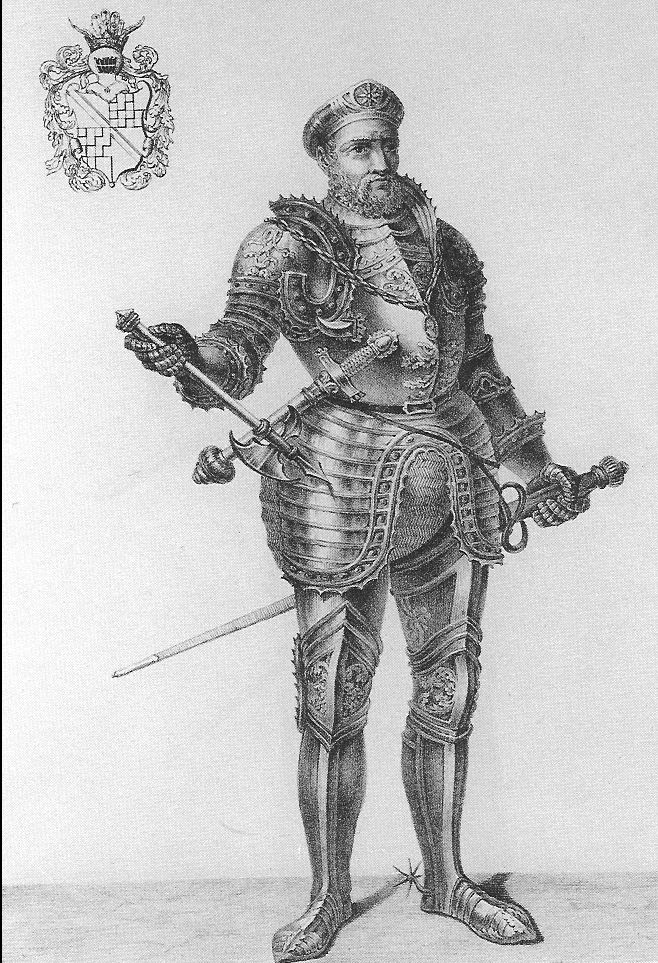
Bernhard III. von Baden; Regent von 1535 bis 1536 und Namensgeber der bernhardinischen Linie des Hauses Baden

Die Markgrafschaft Baden-Baden entstand durch zwei Landesteilungen aus der Markgrafschaft Baden.
Um 1500 regierte Markgraf Christoph von Baden über ein zersplittertes, aber ungeteiltes Territorium, das sich aus einem Gebiet um die Residenzstadt Baden, aus Herrschaften am südlichen Oberrhein und aus linksrheinischen Ländereien zusammensetzte. Um eine Teilung zu vermeiden, beabsichtigte er, seinen Sohn Philipp als Alleinerben einzusetzen. Dessen älterer Bruder Bernhard erkannte dieses Testament seines Vaters aber nicht an und wurde zur Strafe an den burgundischen Hof verbannt. Auch Philipps jüngerer Bruder Ernst lehnte sich auf, indem er seinen Schwiegervater, den Markgrafen Friedrich von Brandenburg-Ansbach, gegen die von seinem Vater geplante Nachfolgeregelung aufbrachte. Christoph gab schließlich nach und stimmte 1515 einer Dreiteilung des Territoriums zu: Bernhard erhielt die linksrheinischen Gebiete, Philipp das Kernland um die Stadt Baden und Ernst den Landesteil am südlichen Oberrhein.
Als Philipp 1533 ohne männliche Nachkommen starb, beabsichtigten Bernhard und Ernst zunächst, das Kernland gemeinschaftlich zu regieren. Bald hatten sie sich aber zerstritten und entschlossen sich, es unter sich aufzuteilen. Bernhard legte die Grenzlinie fest, die im Wesentlichen entlang des Flusses Alb verlief, und Ernst wählte seinen Teil; er entschied sich für das Gebiet nördlich der Alb. Die Anteile, die die Brüder bereits 1515 erhalten hatten, blieben von dieser Transaktion unberührt. Nach der neuerlichen Erbteilung regierte Bernhard also über die linksrheinischen Gebiete sowie über den südlich der Alb gelegenen Teil des Kernlandes. Ernst verlegte seine Residenz nach Pforzheim und bezeichnete sich fortan als Markgraf von Baden-Pforzheim, während Bernhard in Baden blieb und sich Markgraf von Baden-Baden nannte. Über die Einzelheiten der Teilung verhandelten die Brüder weiter und erzielten erst Ende 1536 unter kurpfälzischer Vermittlung Einigkeit, die sie in einem in Heidelberg geschlossenen Vertrag dokumentierten.
Die Nachfahren Bernhards, die fortan und bis 1771 die somit entstandene Markgrafschaft Baden-Baden regierten, bezeichnet man auch als die bernhardinische Linie des Hauses Baden.

### In enger Verbindung mit Bayern

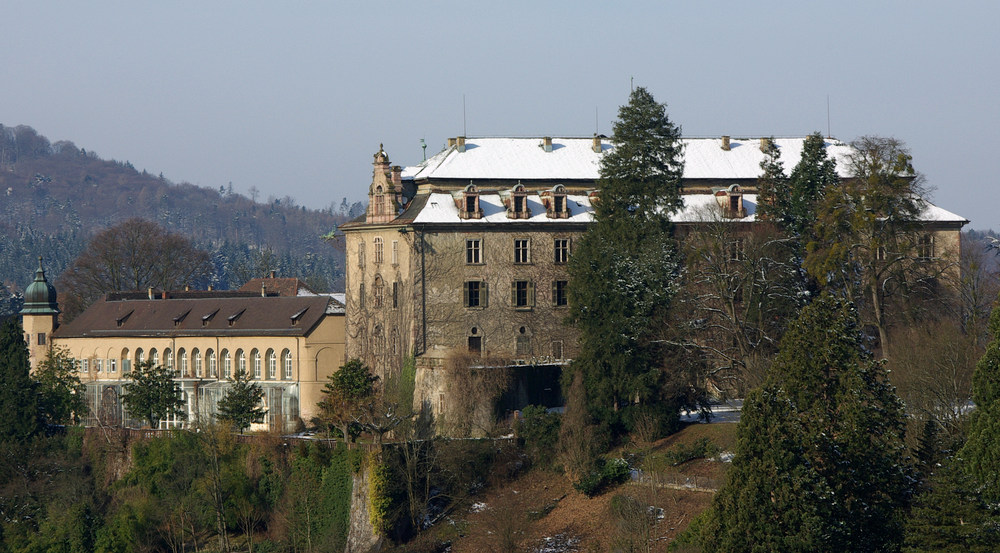
Das „Neue Schloss“ in Baden-Baden, Residenz bis 1705

Als Bernhard 1536 starb, war sein Sohn Philibert im Säuglingsalter und sein Sohn Christoph noch nicht geboren. Ernst beanspruchte Bernhards Erbe für sich und versuchte seinen Anspruch vor dem Reichskammergericht in Speyer einzuklagen, unterlag aber gegen Bernhards Witwe Franziska und Philipps Tochter Jakobäa, die sich für eine Vormundschaftsregierung einsetzten. Als Vormunde wurden Johann II. von Simmern, Wilhelm IV. von Eberstein und Wilhelm IV. von Bayern, der Mann Jakobäas und Schöpfer des Reinheitsgebotes, bestellt. Als Statthalter in Baden-Baden amtierte Heinrich Freiherr von Fleckenstein.
Philibert wuchs in München auf und übernahm 1556 im Alter von 20 Jahren die Regierung. 1557 heiratete er die vier Jahre ältere Mechthild von Bayern, die er von Kind an kannte. In Ungarn kämpfte er gegen die Osmanen und in Frankreich gegen die Hugenotten. Dabei kam er 1569 um; sein Sohn Philipp war damals erst zehn Jahre alt.
Philipps Vormund wurde Albrecht V. von Bayern. Er ließ ihn in Ingolstadt von Jesuiten im Geist der Gegenreformation erziehen und installierte ihn schon 1571 im Alter von zwölf Jahren als Regent in Baden-Baden. Über seinen ab 1570 im Amt befindlichen Statthalter Otto Heinrich von Schwarzenberg übte Albrecht aber weiterhin großen Einfluss aus. Von 1572 bis 1582 ließ er Philipps Residenz, das Neue Schloss in Baden, von Baumeister Caspar Weinhart im Stil der italienischen Renaissance erweitern.
Die Musik spielte bei Hof eine große Rolle; für das Jahr 1582 ist belegt, dass sich über 200 Musikinstrumente im Schloss befanden. Philipp starb bereits 1588 im Alter von 29 Jahren und hinterließ der Markgrafschaft zwar hohe Schulden, aber keine Nachkommen.

### Oberbadische Okkupation

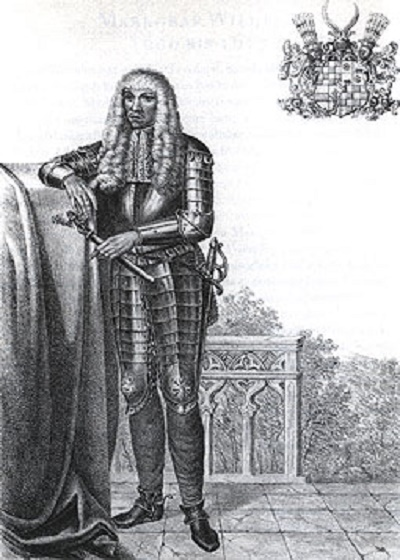
Eduard Fortunat, Regent von 1588 bis 1594

Nach Philipps Tod wurde sein Cousin Eduard Fortunat regierender Markgraf. Der Enkel von Bernhard III. und Sohn von Christoph II. war in London aufgewachsen und hatte seinen Vornamen von Elisabeth Tudor erhalten, die seine Taufpatin war. Durch seinen aufwändigen Lebensstil wuchsen die Staatsschulden weiter an. Eduard sucht dem dadurch zu begegnen, dass er zwei Italienern, Francesco Muskatelli und Paul Pestalozzi, in den Kellergewölben der Yburg Räume zur Verfügung stellte, in denen diese Alchemie und Falschmünzerei betreiben sollten. Als Kaiser Rudolf II. Baden-Baden wegen seiner hohen Schulden unter Zwangsverwaltung stellen wollte, besetzte Ernst Friedrich von Baden-Durlach im November 1594 das Kernland. Eduard Fortunat reagierte, indem er die beiden Italiener aufforderte, Ernst Friedrich zu vergiften. Der Plan misslang jedoch und die beiden wurden in Durlach gevierteilt. Eduard Fortunat zog sich in den linksrheinischen Landesteil zurück, wo er 1600 bei einem Unfall ums Leben kam. Die Besetzung Baden-Badens durch Baden-Durlach ist unter dem Begriff Oberbadische Okkupation bekannt.

### Dreißigjähriger Krieg

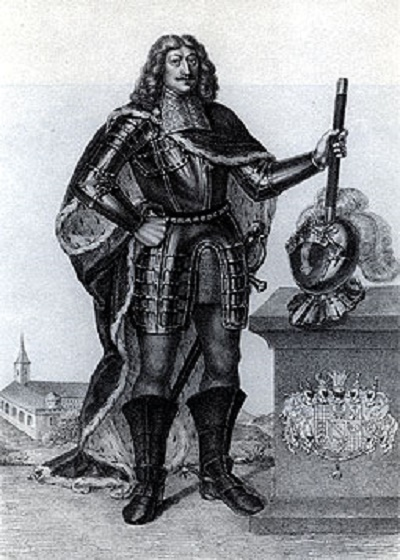
Wilhelm I., Regent von 1622 bis 1677

Georg Friedrich, der 1604 nach dem Tod seines Bruders Ernst Friedrich regierender Markgraf von Baden-Durlach wurde, rüstete zum Krieg. Die Badische Armee, die 1600 noch mit 200 Reitern und 600 Fußsoldaten auskam, wuchs bis 1620 auf 20.000 Mann an. Als sich das Heer von Ernst von Mansfeld dem Oberrhein näherte, beabsichtigte Georg Friedrich, das badische Heer mit Mansfelds Söldnerheer zu vereinigen. Da sich aber die beiden Heerführer nicht über den Oberbefehl einigen konnten, musste Georg Friedrich in der Schlacht bei Wimpfen alleine gegen Tilly kämpfen. Das verlustreiche Aufeinandertreffen am 6. Mai 1622, bei dem rund 3.500 Soldaten ums Leben kamen, wurde von Tilly gewonnen. Noch im selben Sommer setzten die siegreichen Katholiken Wilhelm, den Sohn Eduard Fortunats, in sein Amt als Markgraf von Baden-Baden ein. Die oberbadische Okkupation war damit beendet.
1632 eroberten die Schweden unter König Gustav Adolf den Oberrhein und die Stadt Baden-Baden. 1633 übergaben sie die Regierung in Baden-Baden wieder an Baden-Durlach. Bereits 1634, nachdem die Schweden und die mit ihnen verbündeten Baden-Durlacher die Schlacht bei Nördlingen verloren hatten, übernahm Wilhelm in Baden-Baden wieder die Regierung; außerdem wurde ihm ein Teil des Territoriums Baden-Durlachs zugesprochen. In den Folgejahren litt die Stadt Baden immer wieder unter durchziehenden Heeren; von 1642 bis 1644 wurde sie dreimal geplündert. Schätzungen zufolge ging die Bevölkerungszahl der Markgrafschaft während des Krieges um mehr als 50 % zurück. Im Westfälischen Frieden wurde aus badischer Sicht der territoriale Zustand von 1550 wiederhergestellt. Da aber gleichzeitig Frankreich große Teile des Elsass zugesprochen wurden, befand sich Baden-Baden fortan innerhalb des Reiches in einer Randlage.

### Die Zeit des Türkenlouis

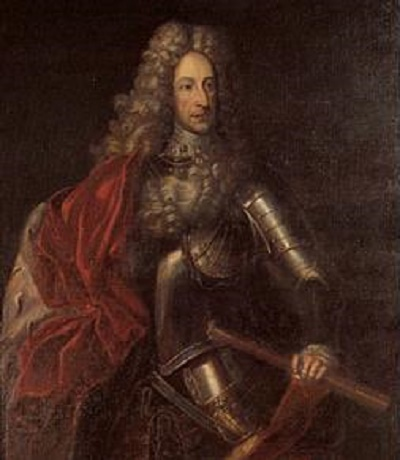
Ludwig Wilhelm, der Türkenlouis, Regent von 1677 bis 1707

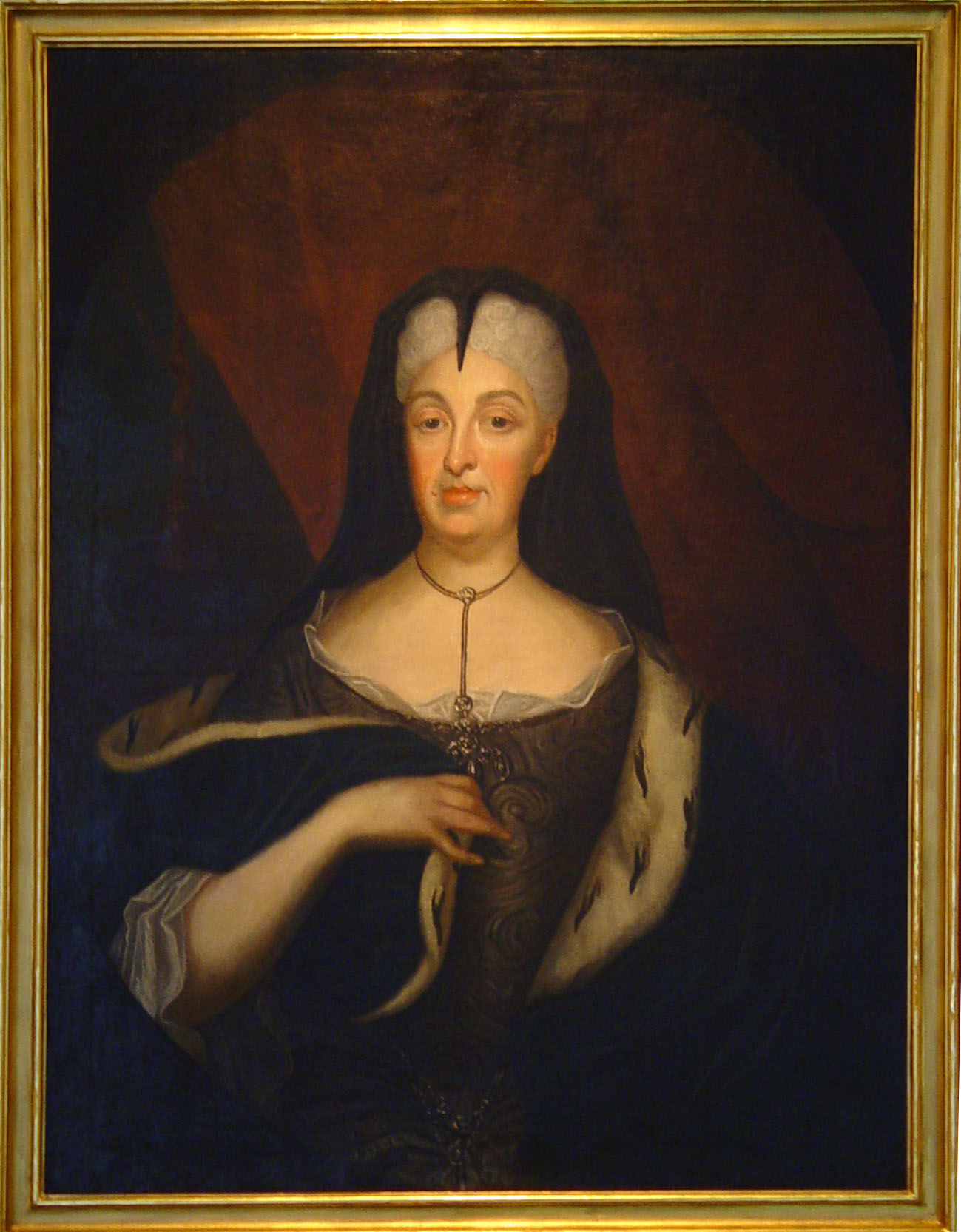
Sibylla Augusta, Ehefrau von Ludwig Wilhelm und Regentin von 1707 bis 1727

Die Zeit nach dem Dreißigjährigen Krieg war von Zuwanderung und Wiederaufbau geprägt. Wilhelms ältesten Sohn Ferdinand Maximilian zog es nach Paris, wo er heiratete und einen Sohn zeugte, den er nach Ludwig XIV. benannte. Ludwig Wilhelm von Baden-Baden sollte später als kaiserlicher Feldherr der berühmteste Regent Baden-Badens werden. Nach einem Streit mit seiner Frau kehrte Ferdinand Maximilian mit seinem Sohn nach Baden-Baden zurück, die Mutterrolle für Ludwig Wilhelm nahm Wilhelms zweite Ehefrau Maria Magdalena von Oettingen-Baldern ein. Da Ferdinand Maximilian bereits 1669 bei einem Jagdunfall starb, konnte er die Regentschaft nicht antreten. Der damals 14-jährige Ludwig Wilhelm wurde von seinem Großvater ein Jahr später auf Kavaliersreise geschickt, auf der er unter anderem Genf, Mailand, Florenz, Rom, Venedig und Innsbruck besuchte. Nachdem er mit 19 Jahren nach Baden-Baden zurückgekehrt war, trat er in die kaiserliche Armee ein, in der er schnell Karriere machte.
1677 wurde er nach Wilhelms Tod regierender Markgraf, hielt sich aber wegen seiner militärischen Aufgaben nur selten in seiner Heimat auf. Abwesend war er auch, als die französische Armee 1688 unter Führung von General Melac den Rhein überschritt und damit den Pfälzischen Erbfolgekrieg einleitete. 1689 ließ Melac mit Ausnahme Gernsbachs alle badischen Städte und Dörfer systematisch niederbrennen. Als die Stadt Baden am 24. August 1689 im Flammen aufging, kämpfte Ludwig Wilhelm auf dem Balkan gegen die Türken und wurde am 6. September 1689 zum Oberbefehlshaber der kaiserlichen Armee befördert.
Um seinem erfolgreichen Feldherrn die Möglichkeit zu geben, sein Heimatland wieder aufzubauen, versuchte Kaiser Leopold, ihn mit Anna Maria, der älteren Tochter von Julius Franz von Sachsen-Lauenburg zu verheiraten, der Ende September 1689 gestorben war und seinen beiden Töchtern ein großes Vermögen hinterlassen hatte. Als Ludwig Wilhelm im Januar 1690 zur Brautschau auf Schloss Reichstadt in Böhmen eintraf, verliebte er sich aber in Anna Marias jüngere, damals erst vierzehnjährige Schwester Sibylla Augusta und heiratete sie am 27. März 1690. Kurz danach zog Ludwig Wilhelm wieder in den Krieg und wurde nach der Schlacht bei Slankamen, bei der er am 19. August 1691 seinen größten Triumph erzielte, zum Generalleutnant ernannt; außerdem erhielt er den Orden vom Goldenen Vlies. Der Kaiser versetzte ihn an die Westfront und übergab den Oberbefehl im Kampf gegen die Türken Ludwig Wilhelms Cousin, dem Prinzen Eugen. Nach dem Abzug der Franzosen kehrte Ludwig Wilhelm mit Sibylla Augusta 1693 nach Baden-Baden zurück. Von seinen Schlachten gegen die Türken hatte er reiche Beute (die Karlsruher Türkenbeute) mitgebracht, und das wohlhabende Paar begann mit dem Wiederaufbau.
Zunächst ließ er das Neue Schloss in Baden wiederherstellen. Da ihm dieses als Residenz eines kaiserlichen Generalleutnants nicht repräsentativ genug erschien, ließ er im damaligen Dorf Rastatt durch Domenico Egidio Rossi für circa zwölf Millionen Gulden ein neues Schloss im Stil des Barock errichten. Als 1705 der Rohbau fertiggestellt war, zog das Regentenpaar mit seinem Hof von Baden nach Rastatt, das außerdem zur Stadt erhoben wurde. Das Schloss Rastatt war die erste Barockresidenz am Oberrhein; die Schlösser in Karlsruhe, Bruchsal und Mannheim wurden erst später gebaut und waren möglicherweise von Rastatt inspiriert. Ludwig Wilhelm starb im Januar 1707 in Rastatt an den Folgen einer Verletzung, die er sich in der Schlacht am Schellenberg im Rahmen des Spanischen Erbfolgekrieges zugezogen hatte.

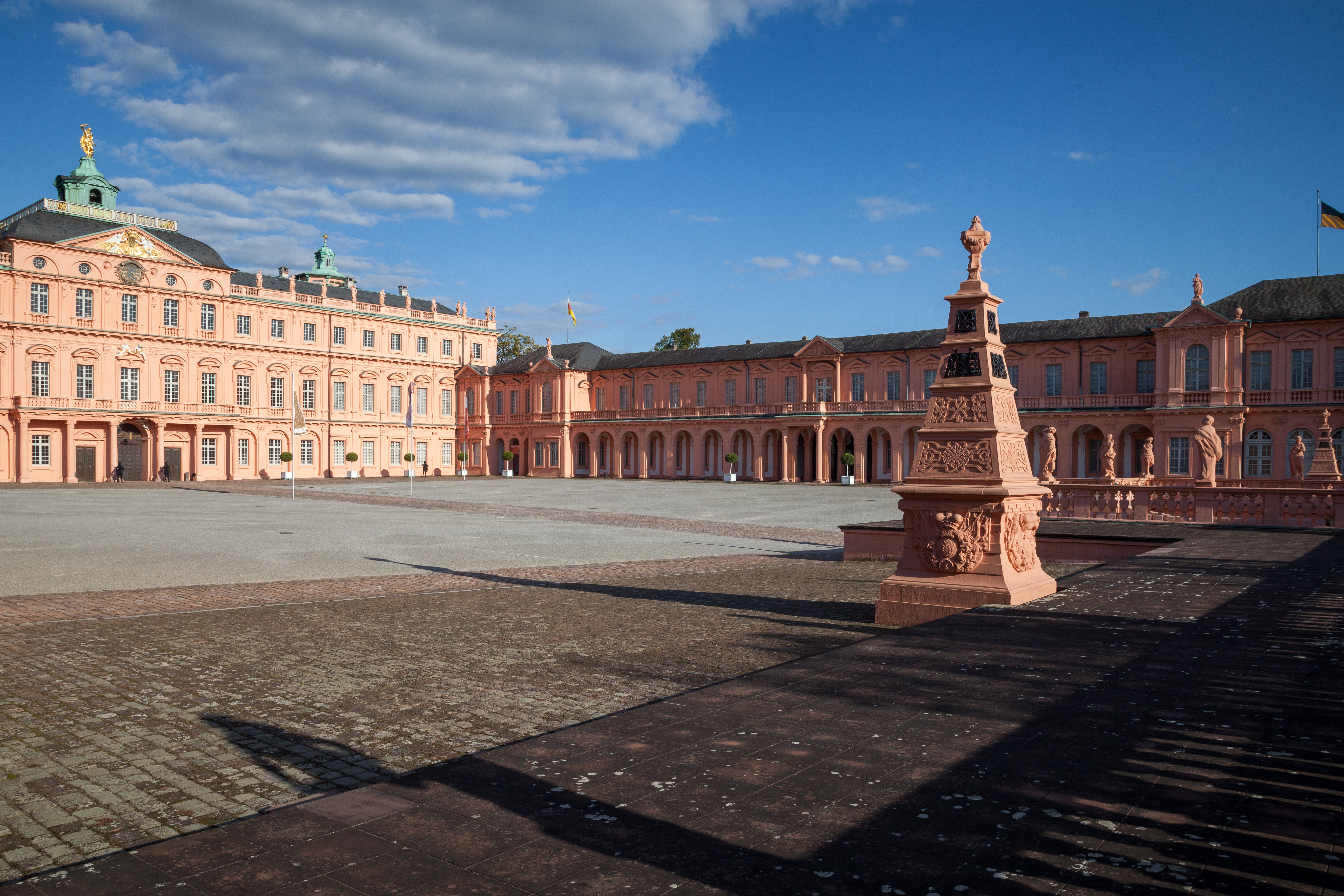
Rastatter Schloss – Residenz seit 1705

### Absolutismus und Barock in Rastatt

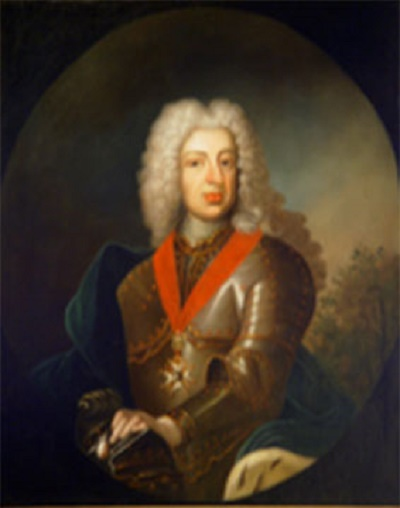
Ludwig Georg Simpert, der Jägerlouis, Regent von 1727 bis 1761

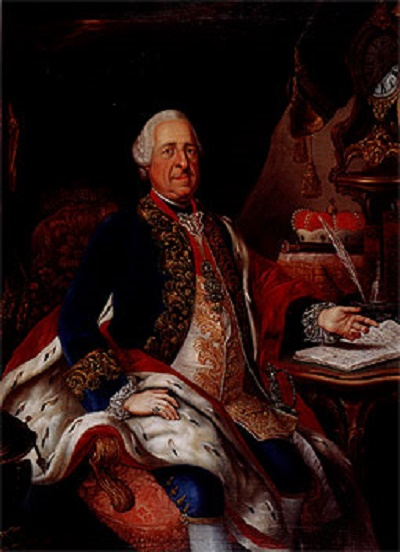
August Georg Simpert, als letzter Markgraf von Baden-Baden Regent von 1761 bis 1771

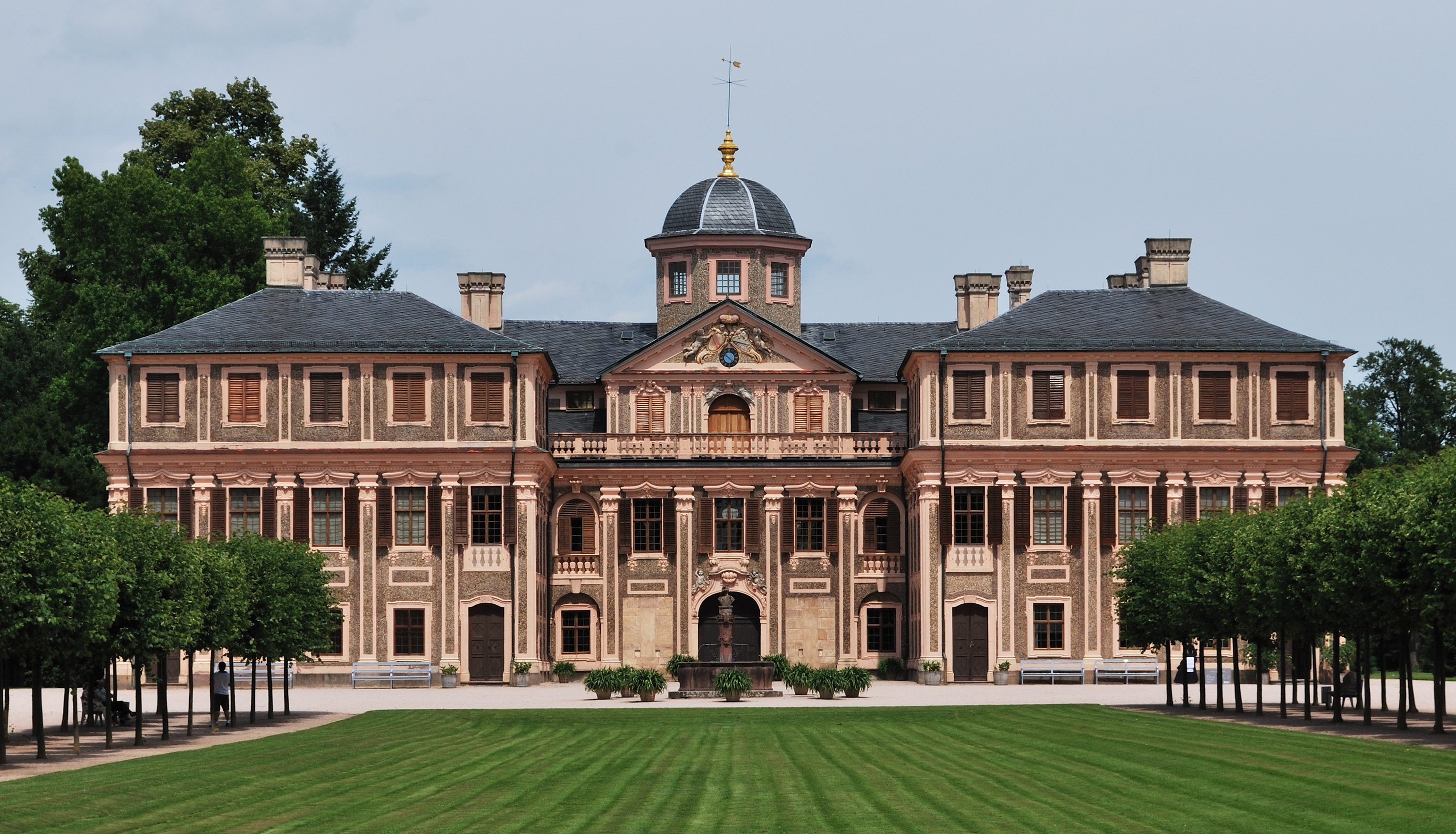
Schloss Favorite, Lust- und Jagdschloss von Sibylla Augusta

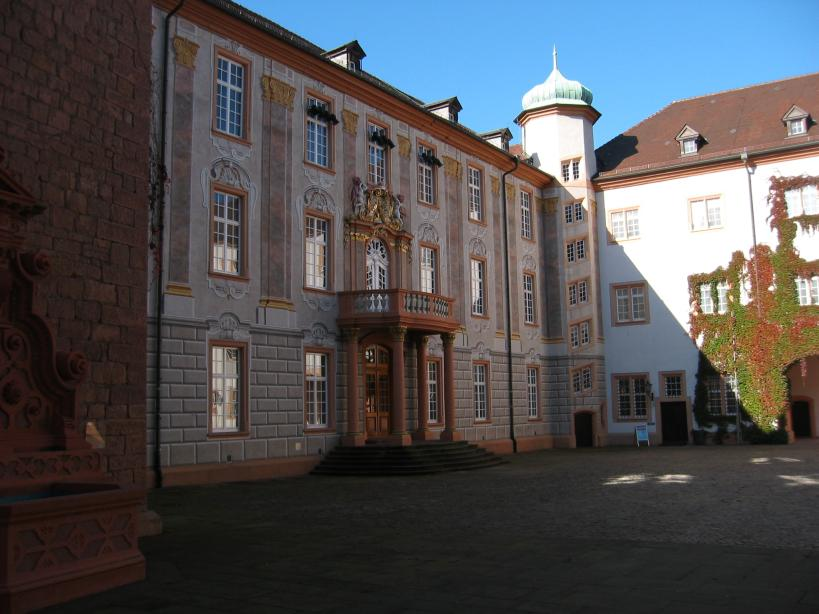
Ettlinger Schloss

Er bestimmte seine Witwe Sibylla Augusta testamentarisch zur Oberlandesregentin. Im Mai 1707 besetzten die Franzosen Rastatt und Sibylla Augusta wich mit ihren Kindern nach Ettlingen aus. Entgegen dem Rat des Kaisers, der ihr 1707 empfahl, nach Böhmen zurückzukehren, blieb Sibylla Augusta in Rastatt und übernahm die Regentschaft.
Im Winter 1713/14 führten Prinz Eugen und Marschall Villars im Rastatter Schloss Verhandlungen zur Beendigung des Spanischen Erbfolgekrieges, die im März 1714 mit dem Frieden von Rastatt abgeschlossen wurden. Dieser Vertrag war nicht, wie bis dahin üblich, in lateinischer, sondern in französischer Sprache abgefasst. Er war einer der Anstöße dafür, dass sich Französisch in der Folge zur Diplomatiesprache entwickelte. Nach dem Friedensschluss kehrt Sibylla Augusta nach Rastatt zurück und widmete sich den Regierungsgeschäften, der Bautätigkeit und dem höfischen Leben.
Sie galt als starke Regentin, die sich von Kurfürst Johann Wilhelm von der Pfalz und Herzog Leopold von Lothringen, die Ludwig Wilhelm testamentarisch als Mitvormünder eingesetzt hatte, das Heft nicht aus der Hand nehmen ließ. In der Innenpolitik vertraute sie Carl Freiherr von Plittersdorf (1633–1727), mit dem bereits Ludwig Wilhelm eng zusammengearbeitet hatte und dem sie die Leitung der badischen Hofkammer übertrug. Außenpolitisch korrespondierte sie mit den wichtigsten europäischen Fürstenhäusern, so beispielsweise mit dem Kaiser, mit dem König von Frankreich und mit der Kurfürstin von der Pfalz. Als persönlichen Ratgeber gewann sie ab 1715 Damian Hugo von Schönborn, den späteren Fürstbischof von Speyer, und pflegte einen regen Briefwechsel mit ihm.
Auch Sibylla Augustas Bautätigkeit trug ihre persönliche Handschrift. Bereits 1707 hatte sie Rossi als Hofbaumeister entlassen und an seiner Stelle den aus Böhmen stammenden Michael Ludwig Rohrer eingesetzt. Angeregt durch eine Wallfahrt nach Maria Einsiedeln ließ sie in Rastatt 1715 die Einsiedelner Kapelle errichten. Mit besonderem Engagement widmete sie sich der Planung und Ausgestaltung des Schlosses Favorite, das sie in der Nähe von Rastatt als Sommerresidenz errichten ließ. In diesem Schloss sind die Innendekorationen und die wertvolle Porzellansammlung der Markgräfin bis heute erhalten geblieben. Weitere Arbeiten Michael Rohrers sind das Ettlinger Schloss, das Schloss Scheibenhardt, die Pagodenburg in Rastatt und ein Jagdhaus auf dem Fremersberg bei Baden. Hofkapellmeister war bis zu seinem Tod 1746 der ebenfalls in Böhmen gebürtige Johann Caspar Ferdinand Fischer, der bereits sein erstes veröffentlichtes Werk 1695 dem Markgrafen Ludwig Wilhelm gewidmet hatte.
1727 übergab Sibylla Augusta die Regentschaft ihrem damals 25-jährigen Sohn Ludwig Georg. Dieser hatte erst im Alter von sechs Jahren zu sprechen begonnen und interessierte sich zeitlebens mehr für die Jagd als für die Regierungsgeschäfte. Das Volk gab ihm daher in Anlehnung an Türkenlouis den Beinamen Jägerlouis. Während seiner Regierungszeit folgte 1732 Peter Ernst Rohrer seinem Bruder Michael als Hofbaumeister nach. Er erbaute in Rastatt den Alexiusbrunnen, das Rathaus und die katholische Stadtkirche St. Alexander. Ludwig Georg Simperts beide Söhne aus erster Ehe starben im Kindesalter und die zweite Ehe blieb kinderlos, so dass er bei seinem Tod 1761 keine männlichen Nachkommen hatte.
Als Regent folgte ihm sein Bruder August Georg. Er war zunächst Priester geworden, schied aber 1735 mit Zustimmung des Papstes aus dem geistlichen Dienst aus und heiratete Maria Viktoria Pauline von Arenberg. Da die Kinder des Paares das Erwachsenenalter nicht erreichten, war absehbar, dass der Tod August Georgs die Existenz der Markgrafschaft Baden-Baden beenden würde.

### Badische Wiedervereinigung
Seit seinem Regierungsantritt bemühte sich August Georg um eine akzeptable Nachfolgeregelung. Da naheliegend war, dass Baden-Baden nach seinem Tod an Baden-Durlach fallen würde, handelte er mit Markgraf Karl Friedrich von Baden-Durlach einen Erbvertrag aus, der 1765 unterzeichnet wurde. Der Erbvertrag sah vor, dass die meisten Besitzungen Baden-Badens an Baden-Durlach fallen sollten. Lediglich die böhmischen Besitzungen, die Sibylla Augusta eingebracht hatte, fielen an deren Verwandtschaft. Die Ortenau, die Ludwig Wilhelm als Reichslehen erhalten hatte, fiel an den Kaiser zurück. Der Vertrag sah weiterhin vor, dass die überlebenden Mitglieder der markgräflichen Familie mit ihrem Hofstaat finanziell abgefunden würden und dass die Besitzstände der katholischen Institutionen, etwa des Klosters Lichtenthal oder des Stifts Baden-Baden, erhalten blieben.
Um die Religionsfreiheit seiner katholischen Untertanen zu stützen, betrieb August Georg die Seligsprechung des mittelalterlichen Ahnherrn Bernhard II., womit er 1769 auch Erfolg hatte. August Georg erkor den Seligen Bernhard zum Schutzheiligen der Markgrafschaft Baden-Baden und ließ zu seinem Gedenken in Rastatt einen Brunnen bauen. 1770 führte er mit der Allgemeinen Landesschulordnung die Schulpflicht ein.
Markgraf Karl Friedrich von Baden-Durlach bat Preußen, England und Dänemark, die Durchführung des Erbvertrages zu garantieren. August Georg wandte sich in dieser Sache an den Papst, den Erzbischof von Mainz und Erzherzogin Maria Theresia von Österreich. In Wien riet allerdings der von Kaiser Franz I. eingeschaltete Reichshofrat von einer Bestätigung des Erbvertrages ab. Nach August Georgs Tod am 21. Oktober 1771 ritt Karl Friedrich in Rastatt ein. Er nahm sein Erbe in Besitz und verpflichtete die Beamtenschaft Baden-Badens auf sich. Nachdem allerdings Karl Friedrich im ehemaligen Jesuitengymnasium der Stadt Baden zwei Lehrer eingestellt hatte, deren Lebensstil nicht den Vorstellungen der Badener Bürger entsprach, erhob die Stadt beim Reichshofrat Beschwerde gegen ihren neuen Landesherrn. Der Streit, in dem die Stadt auch von August Georgs Witwe Maria Viktoria unterstützt wurde, sorgte über die Grenzen Deutschlands hinaus für Aufsehen und wurde erst 1789 durch einen Vergleich beigelegt.

## Religion

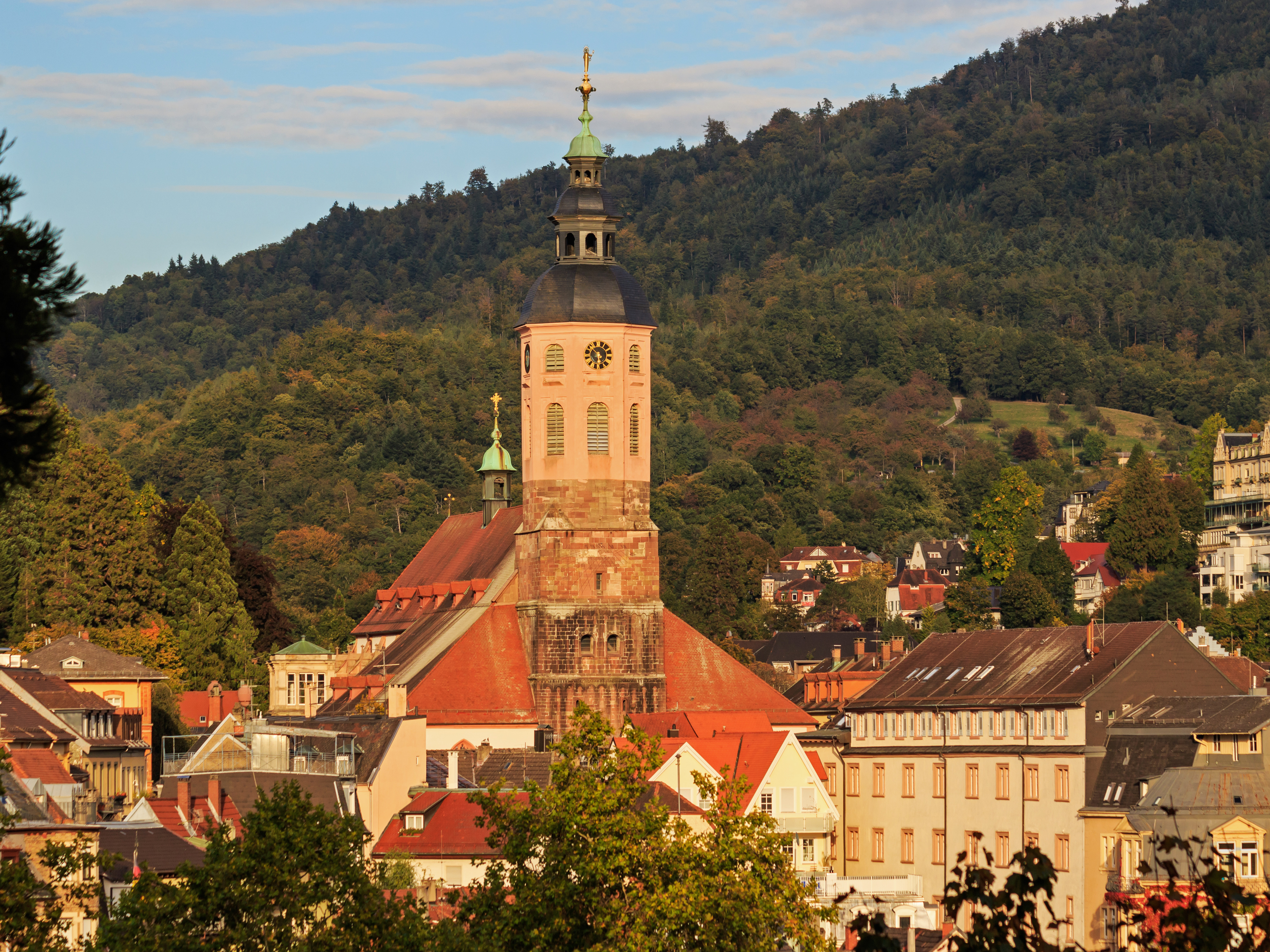
Stiftskirche Baden-Baden, Hauptkirche der Markgrafschaft und Grablege der Markgrafen

### Erste Rekatholisierung
Als die Markgrafschaft Baden-Baden 1535 durch Erbteilung entstand, hatte der Protestantismus dort bereits Fuß gefasst. Damals war in der Stadt Baden der Reformator Matthias Erb Hofprediger an der Stiftskirche. Diese Kirche diente den Markgrafen als Grablege und war das geistige Zentrum der Markgrafschaft. Die Regenten standen der neuen Strömung indifferent gegenüber und nahmen zunächst keinen direkten Einfluss auf die Glaubensinhalte und die Praxis der Religionsausübung.
Dies änderte sich erst 1569 nach dem Tod Philiberts, als Albrecht V. von Bayern, der ein wichtiger Vertreter der Gegenreformation war, Einfluss in Baden-Baden gewann. Der bayerische Statthalter Schwarzenberg ging zunächst vor allem hart gegen die protestantischen Räte vor, später wurde auch die Bevölkerung auf den katholischen Glauben und zum regelmäßigen Kirchgang verpflichtet. Wer sich verweigerte, musste das Land verlassen. Auch der erst 1573 berufene Kanzler Samuel Hornmold wurde schon 1574 auf Betreiben Schwarzenbergs seines Amtes enthoben und aus Baden-Baden ausgewiesen, nachdem er die Rekatholisierung nicht wie erhofft vorangetrieben hatte.
Gleichzeitig begannen auch die Hexenprozesse. Erstes Opfer war 1569 eine mittellose Seniorin. Da sie unter der Folter weitere Frauen besagt hatte, löste ihr Fall eine Serie weiterer Prozesse aus. Von 1573 bis 1577 fanden weitere Hexenprozesse statt, bei denen mindestens 25 Frauen ermordet wurden, darunter die Frau und die Tochter des Stadtschreibers Rudolf Aindler. Weitere Hexenprozesse führte Philipp 1580; dabei kamen 18 Frauen ums Leben.
Im November 1583 führte Baden-Baden den gregorianischen Kalender ein, während sich das protestantische Baden-Durlach damit noch bis 1701 Zeit ließ. Im Herbst 1585 wurden der unverheirateten Bürgerin Anna Koch von Andrea Vermatt, der in Speyer als Domprediger und Teufelsbeschwörer tätig war, während acht öffentlicher Beschwörungshandlungen im Zeitraum von drei Monaten „sieben böse Geister ausgetrieben“. Diese öffentliche Machtdemonstration der katholischen Kirche wurde mit Hilfe von Flugblättern im gesamten Reich bekannt gemacht. Rekatholisiert wurde auch die Herrschaft Gräfenstein, während sich in den Grafschaften Sponheim und Eberstein sowie in der Herrschaft Mahlberg wegen des Kondominats mit protestantischen Fürsten der Protestantismus behaupten konnte.

### Rückkehr zum Protestantismus
Der Rekatholisierungsprozess endete 1588 mit der Regierungsübernahme Eduard Fortunats, der keine aktive Religionspolitik betrieb. Er erlaubte allerdings seinem baden-durlachischen Verwandten Jakob III. von Baden-Hachberg, in Baden 1589 ein Religionsgespräch mit renommierten Theologen durchzuführen. Jakob lud dazu von katholischer Seite seinen Berater Johannes Pistorius den Jüngeren und den Jesuitenpater Theodor Busaeo, von protestantischer Seite die beiden Tübinger Theologen Jakob Schmidlin und Jacob Heerbrand ein. Die Badener Disputation endete mit einem Desaster. Da man bereits über den Diskussionsstil keine Einigkeit erzielen konnte, fand eine Auseinandersetzung in der Sache überhaupt nicht statt. Markgraf Jakob brach das Gespräch daher ab.
Zu Beginn der oberbadischen Okkupation mischten sich die baden-durlachischen Regenten, die gegenüber dem Kaiser die Verpflichtung eingegangen waren, die Religion unangetastet zu lassen, noch nicht in religiöse Fragen ein; trotzdem kehrten große Teile der Bevölkerung in dieser Zeit zum Protestantismus zurück. Ab etwa 1610 unterstützte Markgraf Georg Friedrich die Protestanten Baden-Badens aktiv; in der Stadt Baden erhielten sie einen eigenen Pfarrer und durften die Stiftskirche mitnutzen. Vor allem letzteres führte zu einem Dauerkonflikt, in den der Markgraf eingriff, indem er die Rechte der Katholiken mehr und mehr beschnitt. 1613 ließ der Markgraf die Katholiken verhaften, nachdem ihm diese eine Petition übergeben hatten. Er entließ den obersten katholischen Würdenträger, Stiftskanoniker Eberhard Häusler, woraufhin der katholische Widerstand zum Erliegen kam.

### Zweite Rekatholisierung

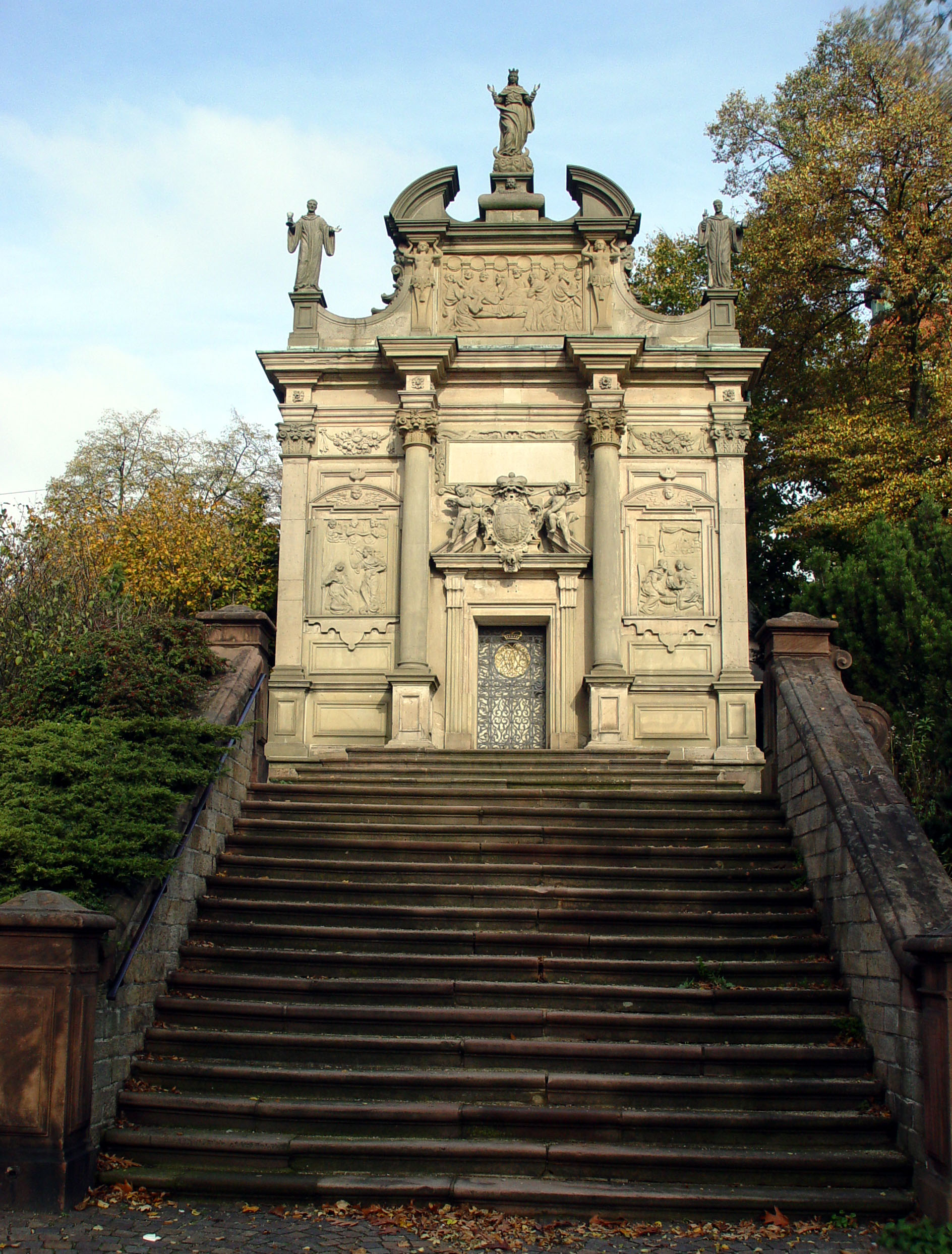
Einsiedelner Kapelle Rastatt

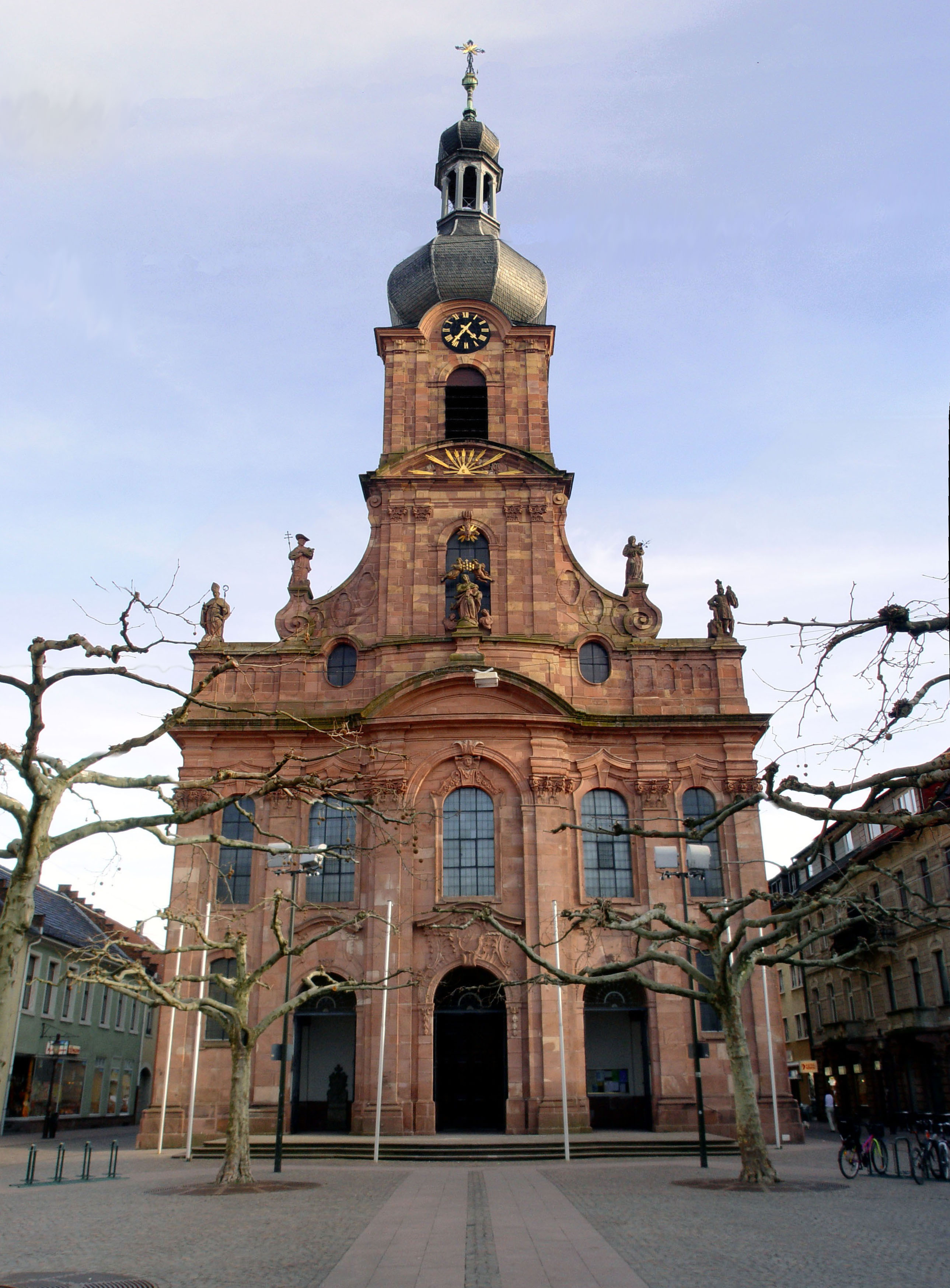
St. Alexander, die katholische Stadtkirche von Rastatt

Nach dem Amtsantritt Wilhelms 1622 wurde Baden-Baden mit Hilfe repressiver Maßnahmen sowie der Jesuiten und der Kapuziner erneut rekatholisiert. Wilhelm stellte die Einwohner vor die Wahl, sich bis Weihnachten 1624 zum katholischen Glauben zu bekennen oder das Land zu verlassen. Der ehemalige Badener Bürgermeister Johann Häußler ging zunächst ins Exil. Als er die Stadt später wieder betrat und darum bat, wegen seines Alters und seiner Verdienste bleiben zu dürfen, wurde er mit einer hohen Geldstrafe belegt und erneut vor die Wahl gestellt, zu konvertieren oder zu gehen. Die Bürgerin Anna Weinhag hatte Wilhelm schriftlich gebeten, sie nicht zur Konversion zu zwingen. Sie wurde daraufhin als Hexe verdächtigt und im Dezember 1627 mehrere Tage lang gefoltert. Da sie auch unter der Folter nicht gestand, wurde sie freigelassen; allerdings unter der Bedingung, die Kosten des Verfahrens zu tragen, ihr Haus nicht mehr zu verlassen und über die Einzelheiten der Folter zu schweigen. Insgesamt klagte Markgraf Wilhelm zwischen 1626 und 1631 in der gesamten Markgrafschaft 244 Personen, davon mehr als drei Viertel Frauen, der Hexerei an. 231 von ihnen wurden verurteilt und hingerichtet. In den 1630er Jahren wurde die Gegenreformation dann durch die Errichtung des Kapuzinerklosters und des Jesuitenkollegs auch institutionell stabil verankert.

### Barocke Frömmigkeit
Sibylla Augusta war in ihrer Jugend von Piaristen zu einer ausgesprochen religiösen Frau erzogen worden. Nach dem Tod ihres Mannes nahm ihre Religiosität unter dem Einfluss des Jesuitenpaters Joseph Mayer fanatische Züge an. 1717 organisierte dieser in Rastatt eine Bußprozession, deren Teilnehmer Dornenkronen trugen und sich selbst geißelten. Der Einfluss von Damian Hugo von Schönborn gab ihrer Religiosität später wieder irdischere Züge. Sie unternahm insgesamt acht Wallfahrten nach Maria Einsiedeln. Dass bei einer dieser Reisen ihr Sohn Ludwig Georg, den sie für taubstumm gehalten hatte, zu sprechen begann, deutete sie als Wunder. Auch in ihrer Bautätigkeit schlug sich ihre Religiosität nieder. Den Innenausbau der Schlosskirche des Rastatter Schlosses wünschte sie „extra schön“. Für sich selbst ließ sie außerdem die Einsiedelner Kapelle in Rastatt sowie im Park von Schloss Favorite eine Eremitage bauen, in die sie sich häufig zur Andacht und Besinnung zurückzog.
Die Frömmigkeit der Regentin wirkte sich auch auf die Markgrafschaft aus. Während ihrer Regierungszeit erlangte der Klerus am Rastatter Hof erheblichen Einfluss, den er auch nach ihrem Tod 1733 unter der Regentschaft ihrer Söhne behielt. Bezeichnend für die damalige Zeit ist beispielsweise der Bau des 1739 errichteten Alexiusbrunnens, der den Rastatter Bürgern Schutz vor Erdbeben gewähren sollte. Diese Schutzfunktion wurde offenbar als wichtiger angesehen als die Funktion der Versorgung mit Trinkwasser, die erst 1770 vollendet wurde. Charakteristisch sind auch die 1769 von Erfolg gekrönten Bemühungen um die Seligsprechung des Bernhard von Baden. Während sein Andenken zuvor hauptsächlich innerhalb der markgräflichen Familie in Ehren gehalten worden war, wurde er nach der Seligsprechung zum Schutzpatron der Markgrafschaft erkoren.
Eine wichtige Rolle spielte außerdem die Marienwallfahrt nach Bickesheim und Moosbronn. Die Wallfahrtskirche in Bickesheim erhielt während der Barockzeit einen neuen Innenausbau; die auf dem Weg von Rastatt nach Bickesheim liegende Kirche in Bietigheim wurde 1748 renoviert. In Moosbronn wurde 1749 anstelle einer 1683 errichteten hölzernen Kapelle eine neue Kirche gebaut; kurze Zeit später wurde auch die auf dem Weg der Wallfahrer liegende Kirche in Michelbach erneuert.

### Judentum

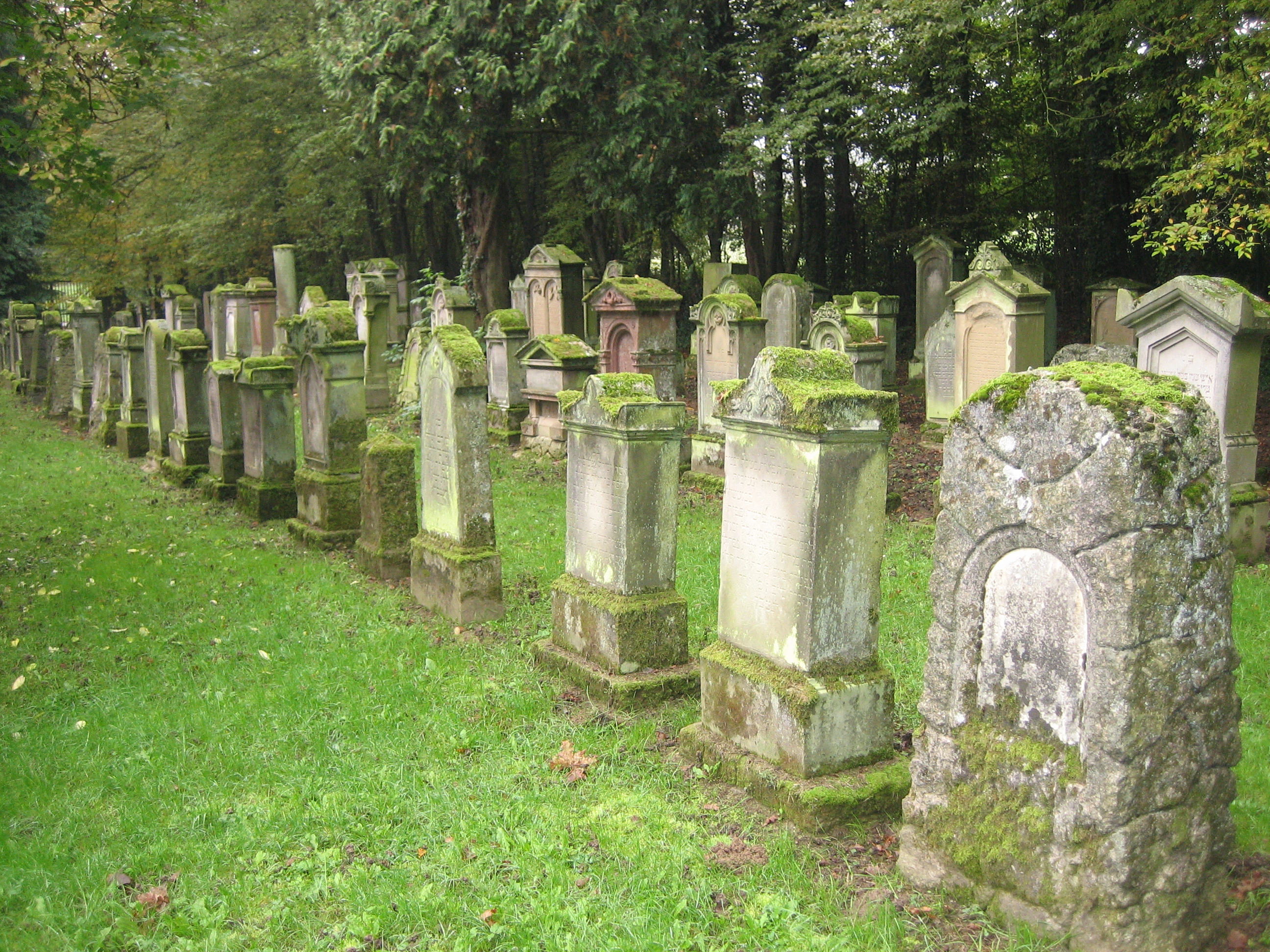
Jüdischer Friedhof Kuppenheim

Die Markgrafen von Baden besaßen seit 1382 das Judenregal, d. h. das Recht, gegen Schutzgeldzahlungen Juden aufzunehmen. (Linder, S. 20) In der Markgrafschaft Baden-Baden konnten Juden nur befristete Aufenthaltsgenehmigungen erlangen, die durch individuelle, auf den Namen des Juden ausgestellte Schutzbriefe beurkundet wurden. Die 1714 von Sibylla Augusta erlassene Judenordnung sah vor, dass die Schutzbriefe auf drei Jahre zu befristen waren und eine jährliche Schutzgeldzahlung durch den Schutzbriefinhaber von 700 Gulden erforderlich machten. (Linder, S. 33)
Mindestens seit den 1580er Jahren lebten zahlreiche Juden in der Markgrafschaft. Die meisten von ihnen waren als Händler oder als Kreditgeber tätig.
1579 teilte Philipp II. mit, er habe in den Städten Baden und Ettlingen Wechselstuben einrichten lassen und diese an Juden verliehen. (Wielandt, S. 104 f.) Mathias Schweizer war um 1703 als Finanzberater am Hof von Ludwig Wilhelm tätig. (Linder, S. 27)
In Bühl gab es 1698 elf jüdische Familien mit 90 Personen; bis 1721 war ihre Zahl auf 17 Familien angewachsen. Spätestens seit 1723 hatte die jüdische Gemeinde in einem Privathaus einen Betsaal.
In Kuppenheim befand sich mindestens seit 1694 ein Judenfriedhof, der nicht nur allen Juden des Baden-badischen Kerngebietes, sondern auch denen des rechtsrheinischen Teils des Hanauerlands als Begräbnisstätte diente. Die Höhe der an den Landesherren zu entrichtenden Begräbnisgebühr hing vom Geschlecht ab und davon, ob der Jude in oder außerhalb der Markgrafschaft gelebt hatte. Für einheimische männliche Juden betrug sie um 1765 viereinhalb Gulden. (Linder, S. 57 f.)

## Wirtschafts- und Sozialgeschichte

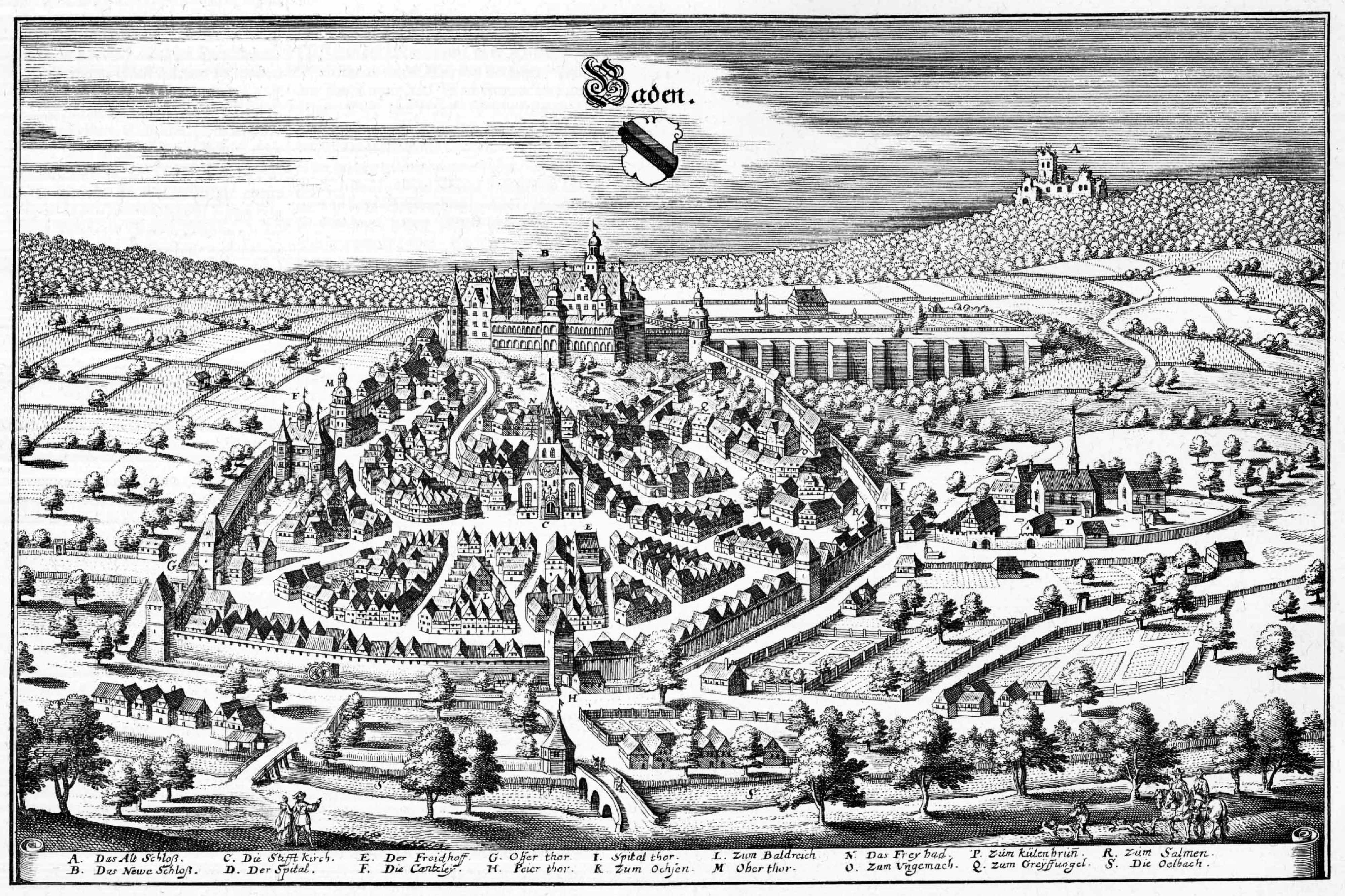
Die Stadt Baden Mitte des 17. Jahrhunderts (aus der Topographia Germaniae Matthäus Merians)

### Sozialstruktur
In der Markgrafschaft Baden-Baden gab es keine größeren städtischen Zentren. Städte wie Kuppenheim oder Stollhofen waren Ackerbürgerstädte und unterschieden sich hinsichtlich der Sozialstruktur nur wenig von den Gemeinden. Selbst die Residenzstadt Baden hatte eine sehr überschaubare Größe. Niederer Adel spielte nur eine untergeordnete Rolle, da auch die Ortsherrschaft oft unmittelbar von den Markgrafen ausgeübt wurde. Eine Phase der Integration von Immigranten gab es im 18. Jahrhundert, nachdem Markgraf Ludwig Wilhelm 1697 wegen der Entvölkerung seiner Heimat die Umsiedlung böhmischer Bauern an den Oberrhein angeordnet hatte. Insgesamt war aber die soziale Schichtung – von den Regenten abgesehen – vergleichsweise schwach ausgeprägt ().
Das soziale Gefälle zwischen den Mitgliedern der markgräflichen Familie und den Untertanen war im 18. Jahrhundert besonders drastisch. Als kaiserlicher Feldherr erzielte Ludwig Wilhelm hohe Einnahmen und seine Frau Sybilla Augusta brachte ein erhebliches Vermögen mit in die Ehe. Gegenüber dem Kaiser hatten sie Ansprüche in Höhe von mehr als zwei Millionen Gulden. 1721 reiste Sibylla Augusta persönlich nach Wien, um gegenüber Kaiser Karl VI. ihrer Forderung nach Zahlung Nachdruck zu verleihen; sie einigte sich mit ihm auf einen Vergleich und erhielt 750.000 Gulden. Seine umfangreichen Mittel nutzte der markgräfliche Hof im 18. Jahrhundert hauptsächlich für die Hofhaltung sowie für die Errichtung von Repräsentativ- und Sakralbauten. Dies schaffte Arbeitsplätze und führte in Rastatt zur Ausbildung eines neuen Bürgertums. Nachhaltige Investitionen in die Infrastruktur blieben aber aus; die von Ludwig Wilhelm begonnene Neuausrichtung der Wirtschaft im Sinne des Merkantilismus wurde von seiner Frau und seinen Söhnen nicht fortgeführt. Der Hofkammerrat Dürrfeld schrieb 1765, dass in der Stadt Baden offene Misthaufen lagen und „kein Kurgast […] seinen Fuß vor die Tür setzen [konnte], ohne von einer Rotte Bettler angefallen und umzingelt oder auf seinem Weg verfolgt zu werden“.

### Wirtschaft

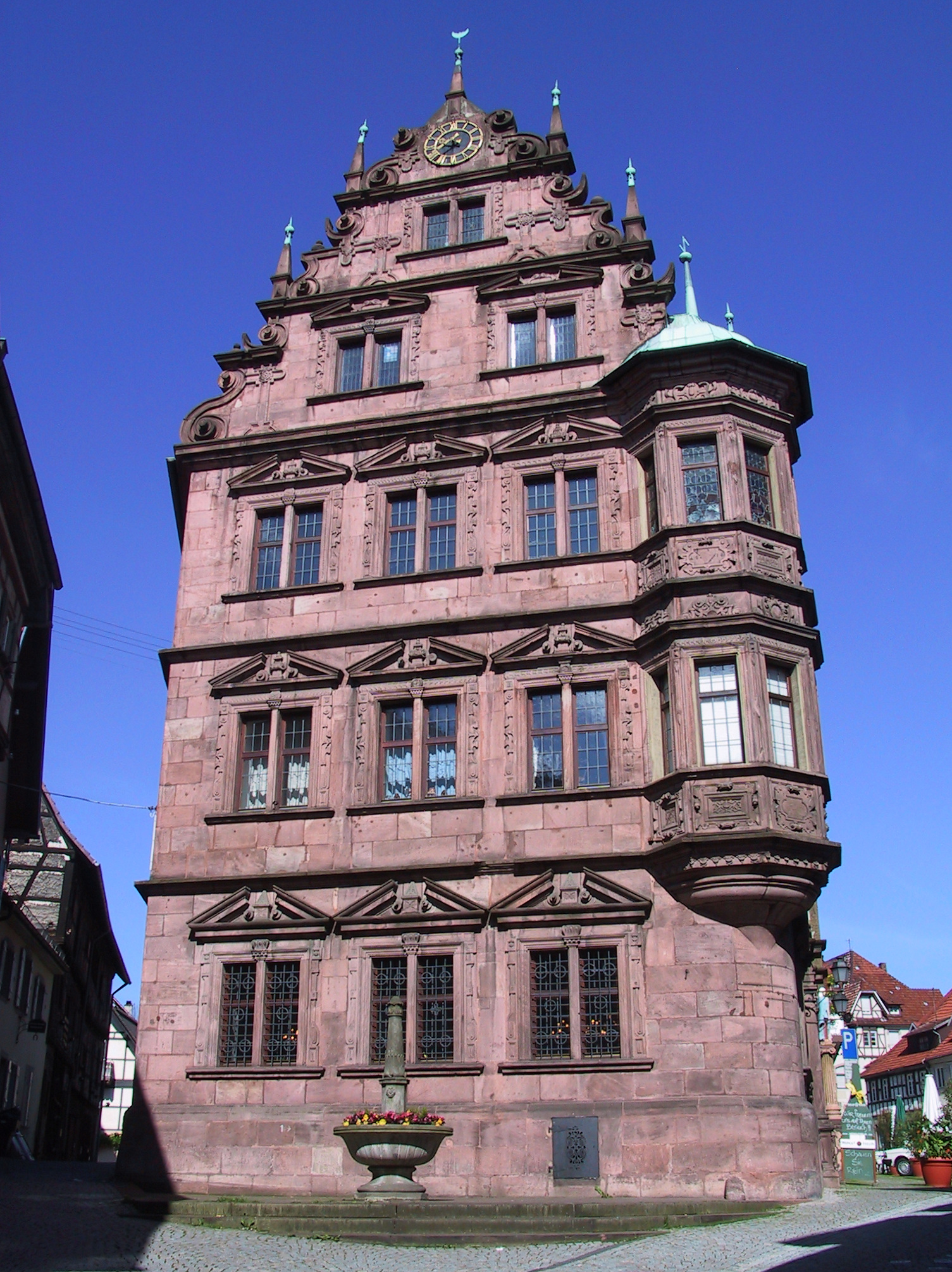
Altes Rathaus Gernsbach, erbaut als Wohnpalast für Johann Jakob Kast

Die Menschen lebten in erster Linie von der Landwirtschaft. Angebaut wurden die Getreidesorten Roggen, Hafer, Dinkel und Gerste, außerdem Erbsen, Linsen, Bohnen und Obst, schließlich Leinsamen und Flachs. Im Laufe des 18. Jahrhunderts kamen Kartoffeln, Luzernen, Klee, Kürbisse und Tabak hinzu. Weinbau wurde in den Vorbergen des Schwarzwaldes sowie im Murgtal und dessen Seitentälern betrieben. Die Menschen hielten außerdem Pferde, Rinder, Schweine, Ziegen und Schafe, die sehr häufig in den Wäldern geweidet wurden. Am Rhein lebten die Menschen außerdem vom Fischfang, von der Goldwäscherei und von der Herstellung von Holzschuhen aus Pappel-, Weiden- oder Erlenholz ().
Die wichtigsten Handwerkergruppen, die auch für einen überregionalen Markt produzierten, waren die Seiler, die Tuchmacher und die Woll(en)weber. Die übrige Gewerbeproduktion versorgte lediglich die örtliche Bevölkerung. Handwerker wie Weber, Müller, Schmiede, Maurer, Zimmerleute, Schneider und Schuhmacher waren in der gesamten Markgrafschaft anzutreffen. Umfangreiche Gewerbeordnungen, deren Zweck es war, das soziale Gefälle in der Stadt nicht größer werden zu lassen, regelten viele Einzelheiten. Zünfte waren bis zur oberbadischen Okkupation verboten.
Im Murgtal spielte der Holzhandel in Verbindung mit Flößerei eine wichtige Rolle.
Der durch ein staatliches Handelsmonopol zu Reichtum gekommene Hördener Kaufmann und Murgschiffer Jakob Kast konnte es sich leisten, dem Markgrafen Georg Friedrich 1611 für die Finanzierung seiner Kriegsvorbereitungen 27.000 Gulden zu leihen. Bei seinem Tod 1615 hinterließ Kast ein Vermögen von rund 480.000 Gulden, das hauptsächlich aus Forderungen an verschiedenen Landesherrschaften, Städten, Klöstern und Privatleuten bestand. Ein bis heute sichtbares Zeichen des Wohlstandes der Familie ist das Alte Rathaus in Gernsbach, das sein Sohn Johann Jakob Kast sich 1618 im Stile des Manierismus als Wohnpalast bauen ließ. In der Stadt Baden war der Kurbetrieb eine wichtige Einnahmequelle. Die Badeherbergen „zum Salmen“, „Baldreit“ und „Hirsch“, von denen die letztgenannte noch heute besteht, hatten Anfang des 17. Jahrhunderts zusammen etwa fünfzig Gästezimmer und über einhundert Badekabinen.
Die wichtigste Einnahmequelle der Markgrafen waren die Steuern auf die Wirtschaftsleistung ihrer Untertanen. Abgesehen davon erzielten sie auch aus Zöllen und aus Bergbau Einnahmen. In Hügelsheim befand sich als markgräfliche Einrichtung eine Station zur Erhebung von Rheinzöllen, die von Söllingen und Hügelsheim gemeinsam betrieben wurde. Für die Nutzung des durch die Markgrafschaft führenden Abschnitts der rechtsrheinischen Altstraße von Basel nach Frankfurt erzielten die Markgrafen Einnahmen aus der Ausstellung von Geleitbriefen. Bergbau wurde im Murgtal sowie in den Herrschaften um Rodemachern betrieben. Merkantilistische Ansätze gab es unter Markgraf Ludwig Wilhelm, der 1681 im heutigen Gaggenau ein Hammerwerk und 1697 in Mittelberg bei Moosbronn eine Glashütte gründete.

### Münzen und Geldwirtschaft
Die Markgrafen von Baden hatten seit mindestens 1362 das Recht besessen, Münzen zu prägen [Wielandt, S. 8]. Münzstätten befanden sich in den Städten Pforzheim und Baden. Bei der Landesteilung 1535 hatten Ernst und Bernhard vereinbart, dass künftig Baden-Durlach und Baden-Baden unabhängig voneinander Münzen prägen wollen. Im Reichsabschied zu Speyer 1570 wurde festgelegt, dass jeder Reichskreis höchstens vier Münzstätten haben durfte. Somit konnten Baden-Durlach und Baden-Baden das Münzrecht nicht mehr unabhängig voneinander wahrnehmen. Sie einigten sich in der Folge darauf, es abwechselnd jeweils für mehrere Jahre auszuüben.[Wielandt, S. 95 ff.]
In den 1580er Jahren ließ Markgraf Philipp II. Münzen prägen. Da er diese unterwertig prägte, zog er die Kritik des Schwäbischen Reichskreises auf sich. Er ließ sich davon aber nicht beirren und auch sein Nachfolger Eduard Fortunat ließ in gleicher Weise weiter prägen. Ernst Friedrich von Baden-Durlach bezichtigte ihn 1595, nachdem er ihn im Rahmen der oberbadischen Okkupation vertrieben und die badische Münzstätte nach Durlach verlegt hatte, der Falschmünzerei.[Wielandt, S. 107 ff.]
In Baden-Baden wurden in den 1620er und 1630er Jahren unter Markgraf Wilhelm nochmals Münzen geprägt, bevor die Münzstätte in den letzten Jahren des Dreißigjährigen Krieges zerstört wurde. Die wenigen unter Ludwig Wilhelm und Sibylla Augusta geprägten Münzen wurden an auswärtigen Münzstätten hergestellt. Bemühungen von Ludwig Georg, die Münzproduktion in Baden-Baden wieder aufzunehmen, blieben ohne Erfolg.[Wielandt, S. 113 ff.]
Die Reichsmünzordnung von 1559, d. h. die Rechnung nach Gulden, Batzen und Kreuzer setzte sich in Baden-Baden erst im Laufe des 17. Jahrhunderts durch; vorher galt ein Goldgulden 168 badische Silberpfennige.()

### Maße und Gewichte
In der Markgrafschaft Baden-Baden wurden keine Versuche unternommen, die verschiedenen Maßsysteme zu vereinheitlichen. Historisch bedingt waren regional unterschiedliche Maßsysteme in Gebrauch, beispielsweise in Bühl, was zur historischen Landschaft der Ortenau gehörte, andere als in Rastatt oder Baden-Baden, was im Hochmittelalter zum Ufgau gezählt hatte. Auch gleich bezeichnete Maße wichen voneinander ab, da sie sich an den in den jeweils „maßgebenden“ Amtsstädten vorgehaltenen Eichmaßen orientierten.
Als Längenmaß diente der Schuh, als Flächenmaß für Felder der Morgen, als Hohlmaß je nach Region und Messgut das Viertel, das Sester, das Malter oder das Fuder und als Gewicht der Zentner. Es waren feste ganzzahlige Verhältnisse zu kleineren Maßeinheiten im Gebrauch.
Der Zentner war in 104 Pfund, 416 Vierling und 3328 Lot unterteilt. Teilweise wichen die Maßsysteme auch regional voneinander ab.
So unterteilte man das Fuder
- in Bühl in 24 Ohm, 96 Viertel, 576 Maß und 2304 Schoppen,
- in Baden-Baden und Rastatt in 24 Ohm, 96 Viertel, 384 Maß und 1536 Schoppen und
- in Kuppenheim in 10 Ohm, 120 Viertel, 480 Maß und 1920 Schoppen.

Ein Schuh entsprach
- In Baden-Baden 30,37 cm;
- in Gernsbach hingegen 30,466 cm;
- in Bühl aber nur 27,628 cm.

Ein Morgen hatte
- in Baden-Baden und Gernsbach 0,3801 Hektar,
- in Rastatt aber nur 0,3170 ha
- und in Bühl 0,3126 ha.

Die Größe von Weinbergen wurde in Steckhaufen gemessen, wobei zwölf Steckhaufen einem Morgen entsprachen.
Als Hohlmaß für Getreide verwendete man in der Ortenau das Viertel bzw. das Sester und im Ufgau das Malter; Wein maß man in Fuder. Dabei entsprach ein Malter
- in Baden-Baden 129,6 Liter,
- in Gernsbach 130,616 Liter,
- in Kuppenheim 165,3 und
- in Rastatt 145,381 Liter.

Das Fuder hatte
- in Bühl 1172,966 Liter,
- in Baden-Baden und Rastatt 1109,952 Liter,
- in Kuppenheim 1130,4 Liter und
- in Gernsbach 1143,696 Liter.

Ein Zentner wog
- in Bühl 48,553 kg,
- in Baden 48,586 kg,
- in Rastatt 48,648 kg und
- in Gernsbach 48,823 kg.

Quelle: Andermann,

### Kriege und Naturkatastrophen
Im Dreißigjährigen Krieg mussten die immer wieder durchziehenden Söldnerheere mit Lebensmitteln versorgt werden oder sie versorgten sich durch Plünderungen selbst. Die Bevölkerungszahl ging auf die Hälfte zurück, die hygienischen Verhältnisse waren katastrophal.
Nach den 1670er Jahren notierten die Ettlinger Jesuiten, dass in großem Umfang landwirtschaftliche Flächen brach lagen und dass auch Nutztiere verhungerten.
Durch planmäßige Brandstiftung zerstörte die französische Armee 1689 im Zuge des Pfälzischen Erbfolgekrieges die Städte und Dörfer der Markgrafschaft. Zahlreiche Siedlungen wurden bis Ende des 17. Jahrhunderts aufgegeben. Am Rhein erlebten die Menschen immer wieder schwere Überschwemmungen. 1583 ist das Dorf Dunhausen nach einer Hochwasserkatastrophe nicht wieder besiedelt worden. Erdbeben zerstörten 1723 und 1728 zahlreiche Gebäude ().